# Линейные корабли типа «Саут Дакота»
Это статья об американских линкорах типа «Саут Дакота» времён Второй мировой войны. О линкорах типа «Саут Дакота», строительство которых прекращено по Вашингтонскому договору 1922 года см. линейные корабли типа «Саут Дакота» (1920 г.).
Линейные корабли типа «Саут Дакота» или «Южная Дакота» (англ. South Dakota class) — серия линейных кораблей США. Спроектированы в рамках договорных ограничений по водоизмещению в 35 000 дл. тонн и калибру орудий в 406 мм. Многими специалистами оцениваются как одни из наиболее удачных кораблей, созданных в этих рамках. В 1939—1942 годах были построены четыре корабля этого типа. Все они приняли активное участие во Второй мировой войне, используясь на Тихом океане для усиления авианосных соединений и бомбардировки японских укреплённых позиций на островах. Вскоре после окончания войны, в 1947 году, все линкоры этого типа были выведены в резерв в рамках программы по сокращению флота. В резерве линкоры простояли полтора десятилетия, вплоть до окончательного снятия с вооружения как устаревшего класса кораблей в 1962 году. Два корабля этого типа были пущены на слом, но другие два сохраняются в виде плавучих музеев.

## История разработки
Япония не подписала Лондонское соглашение 1936 года и ещё в декабре 1934 года заявила, что с 1 января 1937 года не будет придерживаться никаких ограничений. Подписанный американцами и англичанами Лондонский договор предусматривал ограничение для новых строящихся линкоров — 35 000 дл. тонн (35 562 т) стандартного водоизмещения и вооружение калибром не выше 356 мм. Договор предусматривал оговорку, так называемый «escalator clause»: если к договору не присоединится Япония, ограничение по калибру будет установлено в 406 мм. Проект американского линкора типа «Норт Кэролайн» с вооружением из 12 356-мм орудий в трёх четырёхорудийных башнях предусматривал возможность замены их на три трёхорудийные 406-мм. Ещё до закладки двух новых линкоров 25 марта 1937 года стало окончательно ясно, что японцы не подпишут договор, и американцы заменили в проекте 356-мм орудия на 406-мм. Несмотря на то, что американцы практиковали расчёт бронирования, опирающийся на характеристики собственных снарядов, бронирование в проекте новых американских линкоров было оставлено прежним — то есть рассчитанным на защиту от 356-мм снарядов. От расчёта под 406-мм снаряды отказались, поскольку разработка проекта зашла уже слишком далеко, и пересчёт мог затянуть работу.
После утверждения проекта «Норт Кэролайн» в рамках программы 1937 финансового года возник вопрос о проекте следующей пары линкоров 1938 года. Генеральный совет на заседании в июле 1936 года предложил строить новые линкоры по проекту «Норт Кэролайн», но руководитель военно-морскими операциями адмирал Стэндли настоял на разработке нового проекта. В требования к новым линкорам включили вооружение из 406-мм орудий с обеспечением зоны свободного маневрирования (ЗСМ) под собственными снарядами с границами от 20 000 до 30 000 ярдов (18,3—27,4 км). Таким образом, закладка новых линкоров сдвигалась на 1939 финансовый год, начинавшийся 1 июля 1938 года. Это решение было принято ещё до того, как строительство двух линкоров типа «Норт Кэролайн» было перенесено на 1938 финансовый год.
Проектные работы над «линкором 1939 года» начались в марте 1937 года. Проект «Норт Кэролайн» не устраивал многих. Одни считали его скорость недостаточной. Другие считали проблемой проекта слабость защиты. К 1937 году стало ясно, что будущим «стандартом» будут орудия калибром 406 мм, а «Норт Кэролайн» не имела против них адекватной защиты. Была переосмыслена и угроза поднырнувших снарядов, поэтому были выдвинуты дополнительные требования по обеспечению защиты от них. Одной из дополнительных проблем стало требование построить один из кораблей серии (им стала головная «Саут Дакота») в качестве флагмана дивизии. Для этого нужно было обеспечить размещение дополнительного оборудования и помещений, в том числе увеличить высоту боевой рубки на один уровень.
Руководитель отдела предварительного проектирования из Бюро строительства и ремонта капитан Алан Чантри настаивал, что проект «Норт Кэролайн» — это максимум, который может быть достигнут для 35-тысячетонного линкора при стандартном подходе к проектированию, и считал, что для выполнения требований к новому линкору нужна разработка радикально новой конструкции. 45-калиберные 406-мм орудия на дистанции в 25 000 ярдов (22,8 км) пробивали 343 мм вертикальной брони, а чтобы сдвинуть границу хотя бы до 21 000 ярдов (19,2 км), толщину пояса нужно было поднять до 394 мм. Значительно превысить толщину пояса «Норт Кэролайн» было невозможно. Поэтому неизбежным виделось увеличение угла её наклона. При наружном наклонном поясе верхняя палуба имеет большую площадь, чем сечение ватерлинии. Чрезмерное увеличение броневой палубы не желательно, так как это серьёзно увеличивает вес бронирования. Если же пытаться оставить верхнюю палубу «стандартной» площади, то снижается ширина подводной части корпуса. Чем больше угол наклона, тем сильней усугубляются эти проблемы. Выход нашли в применении внутреннего наклонного пояса, как это сделали французы на «Дюнкерке», позволявшего получить «классическую» площадь ватерлинии без чрезмерного увеличения броневой палубы.
Применение внутреннего наклонного пояса имеет как преимущества, так и недостатки. При повреждениях борта затопление отсеков между внешним бортом и поясом приводит к быстрой потере плавучести, что требует её большего запаса. Поэтому необходимы увеличение метацентрической высоты и разработка дополнительных мер по уменьшению этого незащищённого пространства. Также было понятно, что это приведёт к сложности ремонта боевых повреждений из-за необходимости снятия обшивки, но другого выхода конструкторы не видели. Кроме экономии веса бронирования, использование внутреннего пояса имело и другое преимущество. Его нижняя часть могла быть продолжена до самого дна, служа защитой от поднырнувших снарядов и одновременно играя роль противоторпедной переборки.
Однако Чантри не остановился на этом и предложил оригинальный проект бронирования, в котором нижняя часть пояса шла с развалом наружу, а в верхней части пояс вплоть до броневой палубы имел наклон внутрь, играя роль её скоса. Такая схема позволяла получить минимальную площадь горизонтального участка палубы. Вертикальная защита при этом улучшалась, расширяя ближнюю границу ЗСМ. Правда, на большой дальности снаряды начинали падать на верхнюю часть пояса под углом ближе к нормали, что уменьшало дальнюю границу ЗСМ. Но это можно было компенсировать, увеличив толщину верхней части пояса и потратив часть от сэкономленного веса бронепалубы. Эта конструкция впервые появилась на эскизном проекте 2 апреля и просуществовала в разных вариантах большую часть этапа предварительного проектирования. В последних проектах верхняя часть пояса размещалась с углом наклона в 44°, увеличиваясь по толщине с 292 мм до 330 мм, а нижняя часть — с углом 15° в другую сторону, меняясь по толщине от 315 мм до 51 мм у дна. Главная броневая палуба имела толщину 129,5 мм на 19-мм подкладке, а расположенная над ней «противобомбовая» палуба имела толщину 38 мм. Нижняя противоосколочная палуба уже не играла роль защиты системы ПТЗ и потому имела постоянную толщину в 16 мм. Такая комбинация давала требуемую против 406-мм снаряда зону свободного маневрирования с 20 до 30 тыс. ярдов (18,3 — 27,4 км). Отходом от прежней практики был расчёт толщины траверзов. Их толщина рассчитывалась с расчётом на угол встречи со снарядом в 60°, поэтому 325-мм траверз по стойкости считался эквивалентным 406 мм пояса. Неприятным моментом такого подхода было то, что при курсовом угле от 0 до 30° ближняя граница ЗСМ составляла 22 700 ярдов (20,7 км).
В конечном итоге от пояса с двойным наклоном отказались в пользу пояса с одинарным наклоном. Чантри убедили, что такая конструкция будет проще в постройке и облегчит расположение нефтяных цистерн. Первоначально пояс с углом наклона в 19° имел толщину по верхней кромке в 287 мм, однако в апреле 1938 года поступило требование обеспечить ближнюю границу ЗСМ в 18 000 ярдов (16,5 км) и толщина пояса была увеличена до 310 мм, а подкладка из STS уменьшена с 22 до 19 мм. Пояс в нижней части уменьшался до 272 мм (с апреля 1938 года до 286 мм), затем до 150 мм в 2,13 м ниже конструктивной ватерлинии и наконец у внутренней стенки двойного дна снижался до 44 мм. Суммарно такой пояс давал экономию в весе примерно 1,3 т на погонный метр на поясе и около 3,3 тонны на метр за счёт более узкой броневой палубы. Но при дальнейшей доводке проекта от этого преимущества не осталось и следа. Было решено лучше защитить наружный борт в районе ватерлинии и установить пояс толщиной 38 мм STS. Так как наклонный пояс должен был встречать поднырнувшие заряды, переборку за ним решили увеличить с 11 мм мягкой стали до 16 мм STS.
В предварительных проектах пространство между поясом и наружным бортом и второй и третьей палубой хотели заполнить водоотталкивающим материалом, что должно было уменьшить объёмы затоплений, но подходящий материал не был найден и от этого решения в финальном проекте отказались. Также первоначально имелся внешний пояс толщиной 51 мм, который шёл на 1,2 м выше ватерлинии и опускался под воду на 0,6 м.
Следующим предложением Чантри стала двухуровневая силовая установка. Он предложил разместить котлы над турбинами. Они при этом выходили за пределы броневой палубы, что потребовало устроить над ними дополнительную защиту, зато радикально сокращалась длина, занимаемая силовой установкой, — по сравнению с «Норт Кэролайн» на 19,5 м. В предложенном Чантри 12 апреля проекте длина линкора сокращалась до 198 м, а скорость при этом составляла 25 узлов. Такое решение сочли чересчур оригинальным. Тем не менее, ещё на стадии проектирования «Норт Кэролайн» было понятно, что нужно получить как можно более короткий корпус, и добиться этого было возможно только за счёт сокращения длины, занимаемой котельными и машинными отделениями. В итоге сделать это удалось за счёт более компактного размещения оборудования. Во-первых, было решено как можно более полно использовать лимит ширины корпуса, задаваемый необходимостью проходить Панамским каналом, сделав отделения силовой установки максимально возможной ширины. Во-вторых, силовую установку составили из четырёх блоков, в каждый из которых входили пара турбин высокого и низкого давления и два котла. В каждый блок включили один или два турбогенератора, что позволило отказаться от отдельного генераторного отсека. Кроме того, пароконденсаторы и опреснители поставили в основных машинных отделениях, сэкономив на вспомогательном машинном отделении. По расчётам для 203-м корпуса для достижения 27-узловой скорости нужна была установка мощностью в 135 000 л. с. Благодаря принятым мерам она оказалась короче 115-тысячесильной установки предыдущих линкоров. К 13 мая были проработаны два более традиционных варианта — с 203- и 208-метровыми корпусами и внутренним расположением наклонного бронепояса. Оба варианта включали в свою конструкцию внешний противоосколочный пояс. Габариты корпуса были максимально приближены к ограничениям, накладываемым Панамским каналом, — максимально возможные ширина и глубина, с практически вертикальным бортом. В результате корпус приобретал «ящикоподобную» форму. Для того, чтобы вписать в кормовой части погреба третьей башни главного калибра, скеги, применённые на «Норт Кэролайн», перенесли с внутренних на внешние валы.
Создание 203-м проекта линкора от бюро конструирования было основным направлением проектирования. Тем не менее существовали и альтернативные проекты. Так, в мае 1937 года Генеральный совет заказал проработку ряда линкоров с 356-мм орудиями и традиционной схемой защиты — как в варианте медленного, но более защищённого корабля, так и в варианте быстроходного линкора. Отдел предварительного проектирования подготовил ряд проектов. Проект А был идентичен «Норт Кэролайн» с 356-мм орудиями, проект В был 233-метровым, 30,5-узловым линкором с вооружением из 9 356-мм орудий главного калибра и 305-мм поясом. C, D, E и F были 207-метровыми 24-узловыми линкорами с различными вариантами вооружения и бронирования. В проекте С были три четырёхорудийные 356-мм башни и пояс в 393 мм. У проекта D вооружение состояло из более оптимальных четырёх трёхорудийных башен, но ценой стало уменьшение толщины пояса.
В проекте Е ценой уменьшения пояса ещё на 64 мм две трёхорудийные башни заменили на четырёхорудийные. В проекте F, заменив обратно одну четырёхорудийную башню трёхорудийной, толщину пояса увеличили на 32 мм. В проекте G скорость подняли до 30 узлов, но ценой за это стали только девять 356-мм орудий и пояс в 360 мм. Все эти проекты не были детально проработаны, так как от них быстро отказались. Поступили данные, что модернизированные линкоры типа «Нагато» имели скорость в 26 узлов, а новые европейские линкоры планировались под 30-узловую скорость; кроме того, командующий линейными силами хотел иметь однородную линию с 27-узловыми линкорами типа «Норт Кэролайн». Поэтому 24-узловые проекты были признаны слишком медленными, а остальные проекты имели слишком слабую защиту и вооружение. Стало очевидным, что только предложенный бюро конструирования радикальный 203-метровый проект может хоть как-то удовлетворить предъявляемым требованиям. Поэтому дальнейшие усилия были сосредоточены на его проработке.
Основными проблемами были водоизмещение, превышающее предельно допустимые 35 000 т, и слишком малая длина надстройки, не позволяющая разместить 20 127-мм орудий. По расчётам при обеспечении ЗСМ от 15 000 до 30 000 ярдов (13,7—27,4 км) 27-узловой 203-метровый линкор превышал лимит на 2750 т. Для сравнения, водоизмещение 218-метрового линкора достигало 40 000 т. Короткий корпус мог быть оснащён только короткой надстройкой, что влекло за собой проблемы с размещением 127-мм орудий из-за воздействия на них дульных газов орудий главного калибра. В августе было предложено оставить по бортам четыре двухствольные 127-мм установки, а девятую поставить в корме в диаметральной плоскости. Это давало те же десять 127-мм орудий в бортовом залпе. Позже число бортовых установок уменьшили до трёх, расположив одну двухствольную установку в носовой части надстройки.
Однако расположение 127-мм установок в диаметральной плоскости посчитали недопустимым. Поэтому для выработки оптимального расположения универсальной артиллерии к 13 сентября 1938 года был создан ряд дополнительных проектов. Для получения максимально возможной надстройки в некоторых из них пришлось пойти на уменьшение углов обстрела орудий главного калибра. В «Схеме 1» башня № 2 и 3 могли стрелять в 300-градусном секторе. При этом получилось разместить побортно только по четыре двухорудийные башни 127-мм орудий, но проект получил перегрузку в 558 тонн. В проекте «Схема 2» длину увеличили на 5 м, сектора обстрела башен уменьшили до 290°, зато дополнительно установили по каждому борту по одной одноствольной открытой 127-мм установке. Однако перегруз достиг 750 тонн, и пришлось уменьшить толщину главного пояса, что сузило ширину ЗСМ до 6000 ярдов (5500 м). В «Схемах» 3 и 4 попытались сохранить то же вооружение, увеличив бронирование, но перегруз всё равно был слишком большим. В «Схемах» 5 и 6 удалось довести количество двухствольных 127-мм башен до 10, но только ценой уменьшения секторов башен ГК № 2 и № 3 до 290°.
Проект начинал приобретать свои окончательные очертания. В ноябре было предложено увеличить шлюпочную палубу на всю ширину корпуса. Это позволило расположить 127-мм орудия на 1 и 2 уровне надстройки, подняв их выше от уровня воды. Зоны обстрела башен главного калибра № 2 и № 3 получилось при этом увеличить до 295°, но заправочные горловины с верхней палубы пришлось перенести на полку над главным бронепоясом. Тем не менее вес продолжал оставаться проблемой. Высоту боевой рубки нужно было увеличить на один ярус, что давало 140 т дополнительного веса. От экономии за счёт более тонкого броневого пояса или палубы отказались, и нужный вес нашли, снизив количество 127-мм установок с десяти до восьми.
Для экономии места пришлось пойти на ухудшение условий обитаемости. Естественная вентиляция была заменена принудительной. Площадь матросских кубриков и офицерских кают была уменьшена до минимума. По результатам испытаний моделей потребная мощность силовой установки уменьшилась до 130 000 л. с., что дало ещё какую-то экономию веса. Но всё равно к 22 декабря 1937 года по расчётам стандартное водоизмещение составило 35 412 дл. т. Экономить было не на чём, и конструкторам пришлось пойти на определённые уловки. Благодаря нечёткости определения стандартного водоизмещения его стали определять как водоизмещение корабля, «готового к походу в военное время». При этом исключили из расчёта часть катеров и шлюпок (экономия 71,46 т), воду в машинах (94,7 т), часть смазочных материалов (16,5 т), учебные боезапасы (39,8 т). Ещё 49 т «сэкономили» за счёт урезания общего боекомплекта 127-мм снарядов с 10 000 (по 500 снарядов на ствол) до 4800 плюс 800 осветительных («стандартный» боезапас главного калибра уже был сокращен до 75 снарядов на ствол, хотя погреба вмещали 130). Запас питьевой воды уменьшили до 5 галлонов на человека в сутки (экономия 101 т), уменьшили запас продовольствия (45 т). В результате таких «мер» водоизмещение уменьшилось до 35 024 дл. т. На такое нарушение уже можно было закрыть глаза.
Закладка двух кораблей была включена в бюджет 1939 года, акт о котором был подписан 4 апреля 1938 года. Но международная обстановка ухудшалась, и 25 июня 1938 года Конгресс одобрил выделение средств на два дополнительных линкора. К этому времени ограничение в 35 000 т уже не действовало и началась разработка проекта будущего типа «Айова». Но Конгресс выделил средства на 35-тысячетонный линкор, и президенту Рузвельту пришлось с этим смириться. Таким образом, всего было заказано четыре линкора типа «Саут Дакота».
Линейный корабль «Саут Дакота» (ВВ-57) должен был стать флагманским. Его заложили 5 июля 1939 года на верфи Нью-Йоркской судостроительной корпорации в Камдене, штат Нью-Джерси. Он был спущен на воду 7 июня 1941 года. Линкор сдали флоту 20 марта 1942 года, когда США уже вступили в войну. Сдача проходила в авральном порядке. На момент сдачи ещё продолжались работы по доводке башен главного и универсального калибров. Киль «Индианы» (ВВ-58) заложили 20 ноября 1939 года на верфи судостроительной компании в Ньюпорт-Ньюс, штат Вирджиния. Её спустили на воду 21 ноября 1941 года и передали флоту 30 апреля 1942 года. «Массачусетс» (ВВ-59) был заложен 20 июля 1939 года на верфи «Бетлехем Стил» в Куинси, штат Массачусетс. Линкор спустили на воду 23 сентября 1941 года и ввели в строй 12 мая 1942 года. «Алабама» (ВВ-60) была заложена на казённой верфи в Норфолке 1 февраля 1940 года. Спущена на воду 16 февраля 1942 года, введена в строй 16 августа 1942 года.
Из-за характерной формы корпуса в плане линкоры США получили прозвище «больших дубинок». Линкоры типа «Саут Дакота» получились самыми короткими из них, но были весьма увесистыми. Большинство старых линкоров ремонтировалось после нападения на Пёрл-Харбор. Поэтому новые корабли после ускоренного цикла испытаний и боевой подготовки спешно перебрасывались на театры боевых действий Второй мировой войны.

## Конструкция

### Корпус

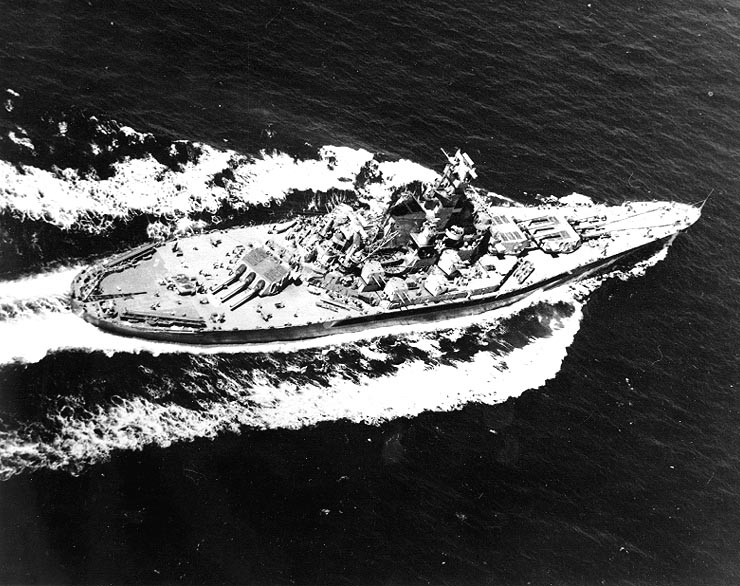
«Саут Дакота» — хорошо видны пропорции корпуса

«Саут Дакоты» были самыми короткими и самыми глубокосидящими «договорными» линкорами. Корпус — гладкопалубный с седловатостью в носу. Стандартное водоизмещение по проекту для «Саут Дакоты» составляло 35 412 дл. т (35 980 т). Во время службы стандартное водоизмещение в среднем на 3000 т превысило проектный уровень. Фактическое водоизмещение кораблей серий отличалось, особенно после модернизаций в процессе эксплуатации.
Для быстрой переброски между океанами к американским линкорам предъявлялись специфические требования, вызванные ограничением Панамского канала по глубине и ширине. Поэтому корпус «Саут Дакот» имел характерную «ящикообразную форму» с практически прямоугольным миделем. Коэффициент общей полноты составил 0,615, призматический — 0,618, полноты площади ватерлинии — 0,709 и мидель-шпангоута — 0,993. Борт практически без завалов от верхней палубы уходил отвесно вниз к днищу. Между первой и третьей башней в борту шло углубление в виде характерной полки, в котором располагались заправочные порты. Глубина корпуса на миделе составляла 15,85 м. Высота верхней палубы на водой составляла 8,712 м в носу и 6,277 м в корме.
Силовой набор корпуса выполнялся по продольной схеме. Шаг шпации составлял 1,22 м, общее число шпангоутов — 167 штук, пронумерованных с носа в корму. При сборке корпуса применялась сварка, однако большая часть соединений выполнялась клёпкой. Особенностью конструкции было широкое применение стали STS, по сути представляющей собой гомогенную броню. Она использовалась не только для бронепалуб, но и для подкладки под броневым поясом, переборок ПТЗ, в ряде мест для бортовой обшивки и надстроек.
Корабли оснащались двумя параллельными балансирными рулями площадью 25,4 м² каждый. Рули могли отклоняться на 36,5° в каждую сторону. Эффективность рулей была достаточна велика, и корабли имели хорошую управляемость, хотя она и была несколько худшей, чем у линкоров предыдущей серии. На скорости 26 узлов диаметр тактической циркуляции «Массачусетса» составлял 655—660 м, в то время как у «Вашингтона» (тип «Норт Кэролайн») — 604 м.
Как и на «Вашингтоне», в кормовой части для снижения сопротивления были применены скеги для валов. Это позволяло получить более полные обводы кормовой части и снизить сопротивление. В отличие от «Вашингтона» в скеги была зашита не внутренняя, а внешняя пара валов, что снизило эффективность рулей, однако «Саут Дакоты» не были подвержены такой сильной вибрации на полных ходах, как корабли предыдущего типа. Тем не менее, полностью от вибрации избавиться не удалось, и пришлось экспериментировать с винтами. В процессе эксплуатации они, как и на «Вашингтонах», менялись несколько раз.
Мореходность была посредственной. По сравнению с «Вашингтоном» корпус был более коротким и глубоко сидящим, а высота борта была меньше. В свежую погоду и на полной скорости верхнюю палубу заливало морской водой. Так, носовой 40-мм автомат постоянно был «мокрым» и практически не мог использоваться, поэтому его в конце концов сняли.
На всём протяжении корпуса шли верхняя (первая), вторая и третья (главная броневая) палубы. Третья палуба была параллельна килю на всём протяжении. Верхняя и вторая палубы имели подъём в носу. Так как межпалубное расстояние между ними возрастало, в носу до 35-го шпангоута между верхней и второй палубами находилась дополнительная платформа. Под второй палубой между второй и третьей башнями главного калибра шёл узкий настил, не доходивший по ширине до бортов. Он играл роль противоосколочной палубы. Ниже третьей палубы шли первая и вторая платформы и палуба трюма.
Силуэт «Саут Дакот» был весьма характерным, но по-своему красивым: компактная надстройка вокруг единой дымовой трубы, ощетинившаяся орудиями и антеннами. Внутренняя и внешняя компоновка линкоров была чрезвычайно плотной. Силовая установка была эшелонированной. Она располагалась ниже третьей палубы и состояла из четырёх машинно-котельных отделений (МКО), в каждом из которых находился комплект турбин, котлов и вспомогательных механизмов. Каждое МКО обслуживало один вал, а дымоходы всех четырёх выводились в одну дымовую трубу. Перед МКО № 1 располагались аварийные дизель-генераторы и опреснители. Сразу за четвёртым МКО шла ещё одна группа дизель-генераторов. Погреба 127-мм башни располагались по бортам от МКО. С носа и кормы к энергетической установке примыкали погреба главного калибра. Над носовым отсеком дизель-генераторов располагались центральный пост, главный контрольный пост, главный центр радиосвязи и шифрования.
Пирамидальная надстройка была короткой и представляла собой единый комплекс с возвышенным расположением универсальных и зенитных артиллерийских установок, РЛС и антенн радиосвязи, башенок и дальномеров артиллерийских командно-дальномерных постов (КДП).
Офицерские каюты находились в передней части надстройки, на главной палубе перед дымоходами и уровнем выше. Кают-компания располагалась перед коммуникационной трубой в боевую рубку. Кубрики матросов и старшин находились за машинными отделениями на второй и третьей палубах, в кормовой части надстройки и за барбетом башни главного калибра № 3. Из-за более плотной компоновки условия обитаемости были несколько хуже, чем на «Вашингтонах». В военное время также возникали сложности, вызванные ростом экипажа, из-за увеличения количества установок зенитной артиллерии, РЛС и новых постов управления. Офицеры жили в основном в двухместных каютах. Индивидуальные каюты полагались только адмиралу, командиру корабля и нескольким старшим офицерам. Кубрики команды оснащались двух- и трёхъярусными койками — подвесными, но с жёсткой рамой. По первоначальному проекту экипаж «Саут Дакоты» составлял 1849 человек. К 1942 году экипаж линкора «Массачусетс» составлял уже 2232 человека, в том числе 97 офицеров. К 1945 году его экипаж насчитывал 2354 человека, в том числе 118 офицеров. Экипажи «Индианы» и «Алабамы» были примерно такими же. Экипаж же «Саут Дакоты» к 1945 году составил практически 2,5 тыс. человек. Для размещения увеличившегося экипажа пришлось уплотнить размещение офицеров, а в кубриках разместить четырёхъярусные койки.
По проекту предусматривалось наличие 12 шлюпок, однако в военное время легковоспламеняемые шлюпки представляли собой опасность и заменялись на спасательные плоты. В 1942 году на «Массачусетсе» находился 12,2-метровый баркас на 90 человек, два 7,9-метровых 22-местных вельбота и одна 10-местная 7,3-метровая шлюпка. Также имелось 5 60-местных, 12 40-местных и 8 2-местных спасательных плотов. Для обслуживания шлюпок предусматривалось два шлюпочных крана. В связи с уменьшением количества шлюпок количество кранов уменьшалось. На «Саут Дакоте» в ходе войны сняли оба крана, «Алабама» вошла в строй вообще без них. На «Индиане» и, по всей видимости, на «Массачусетсе» остался один кран по правому борту.

### Защита
Бронирование новых кораблей традиционно для американских линкоров выполнялось по схеме «всё или ничего» — сильно защищенная цитадель при практически отсутствующем бронировании надстроек и в оконечностях. За счёт короткого корпуса масса брони даже была уменьшена на 900 т при общем усилении бронирования. Цитадель изначально рассчитывалась под противостояние 406-мм снарядам. Зона свободного маневрирования (ЗСМ) под 1016-кг 406-мм снарядом простиралась от 17,7 до 30,9 тыс. ярдов (16,2 до 28,3 км). Это было значительно лучше, чем у предыдущего типа «Вашингтон», — от 21,3 до 27,8 тыс. ярдов (19,5—25,4 км). Правда, после поступления на вооружение нового 1225-кг снаряда ЗСМ пересчитали, и она получилась гораздо скромнее — от 20,5 до 26,4 тыс. ярдов (18,7—24,1 км). Однако такой снаряд был только в США, и против 410-мм японского снаряда ЗСМ была шире.
В качестве броневого материала использовалась броня трёх видов. Поверхностноупрочнённая броня «класса А» была одним из дальнейших вариантов развития крупповской брони. Она использовалась для толстой вертикальной брони. В качестве гомогенной использовалась броня «класса В». По химическому составу она была практически идентична стали STS и фактически отличалась только толщиной листов. При толщине свыше трёх дюймов (76 мм) броневой материал классифицировался как броня «класса В», а всё, что равно или меньше этой величины, — STS. Гомогенная броня использовалась для горизонтальной и тонкой вертикальной брони.
Броневая цитадель линкоров типа «Саут Дакота» была короче, чем на предыдущем типе, и составляла всего 113,4 м вместо 136. Главный пояс начинался от второй (броневой палубы) и шёл вниз с наклоном в 19°. Он изготавливался из плит брони «класса А» толщиной 310 мм, на бетонной подушке и подложке из 22 мм STS. Крепление пояса к подложке осуществлялось с помощью шпилек и гайки из никелевой стали с использованием стальных шайб. Для герметизации использовались парусиновые и пеньковые прокладки, пропитанные свинцовым суриком. Пояс был внутренним и находился за внешней обшивкой из 32-мм STS. Пояс шёл до третьей палубы. Ниже неё он продолжался подводным поясом из брони «класса В». Подводный пояс шёл вниз до самого днища с клинообразным утончением с 310 до 25 мм. По задумке конструкторов, этот пояс должен был одновременно служить защитой от поднырнувших снарядов и в качестве противоторпедной переборки. По концам цитадель замыкалась траверзами толщиной 287 мм. Носовой траверз шёл от второй палубы до третьей платформы, продолжаясь ниже 16-мм переборкой. В кормовой части траверз был ниже по высоте. Здесь к цитадели примыкала броневая коробка, защищавшая рулевые механизмы и приводы. Коробка по бортам изготавливалась из плит брони «класса А» толщиной 323 мм, расположенных с развалом 19°. Сверху рулевые приводы были закрыты 157-мм палубой, а в корме 287-мм траверзом.
На уровне первой (верхней) палубы шла первая броневая палуба из 38-мм брони STS. Она предназначалась для взведения взрывателей бомб и снарядов. Чтобы взвести взрыватель, достаточна броневая преграда в 7 % калибра (при отклонении от нормали — меньше 7 %). На уровне второй палубы шла главная броневая палуба. Эта палуба имела переменную толщину по ширине. В диаметральной плоскости это было 127 мм брони «класса В» на подложке из 18-мм STS, что давало суммарную толщину 145 мм брони. У бортов верхний слой был толще — 135 мм брони «класса В» на 19-мм подложке STS (суммарная толщина 154 мм).
Бронезащита артиллерии главного калибра была очень толстой и имела свои особенности. Американцы посчитали, что лобовые плиты башен нерационально изготавливать из упрочнённой брони, потому что изготовление таких плит — сложный процесс и получить качественную броневую плиту достаточно трудно. Весьма вероятно при попадании снаряда и образование осколков. Поэтому лобовые плиты башен главного калибра изготавливались из 457-мм плит гомогенной брони «класса В». Остальное бронирование башен также было из брони «класса В». Задние стенки имели толщину 305 мм, боковые — 241 мм, крыша — 184 мм. Выше второй палубы толщина барбетов составляла 439 мм. В районе диаметральной плоскости, там где башни прикрывали друг друга, толщина барбетов уменьшалась до 294 мм. Ниже второй палубы барбет имел меньшую толщину. До третьей палубы он шёл толщиной 76 мм, ниже — 38 мм.
Традиционно для американских линкоров боевая рубка имела солидное бронирование. Всё оно изготавливалось из гомогенной брони. Стенки и коммуникационная труба имели толщину 406 мм. Крыша имела толщину 184 мм, пол — 102 мм.
В остальных частях бронирование использовалось весьма ограниченно. Башни универсального калибра были защищены бронёй толщиной 51 мм. Это было меньше, чем на европейских линкорах, но таким образом достигалась высокая подвижность установки, очень важная при отражении воздушных атак. Башенки КДП главного и универсального калибра и их коммуникационные трубы прикрывались бронёй толщиной 38 мм. Зенитные автоматы и их посты управления закрывались противоосколочными экранами.
Противоторпедная защита по сравнению с предыдущим типом претерпела значительные изменения. Ранее традиционной для американских линкоров была слоистая ПТЗ с пятью противоторпедными переборками. На «Саут Дакоте» количество переборок было сокращено до четырёх, при этом наклонный подводный броневой пояс играл роль третьей из них. ПТЗ шла по всей длине цитадели от 36-го до 129-го шпангоута, по высоте от третьей палубы до трюма. Глубина ПТЗ в самом широком месте составляла 5,45 м. Две первые от борта полости были заполнены нефтью или балластной водой и предназначались для поглощения и рассеивания энергии взрыва. Две следующие полости оставались пустыми и предназначались для улавливания осколков и удержания течи. Между 31-м и 129-м шпангоутами шло тройное дно. Обе его полости имели высоту по 0,914 м и заполнялись жидким топливом, резервной водой для котлов или питьевой водой.
К недостаткам ПТЗ «Саут Дакот» следует отнести сравнительно малую глубину и использование броневого пояса в качестве противоторпедной переборки. Более поздние опыты показали, что для лучшей сопротивляемости взрыву ПТП должна иметь возможность растягиваться, а пояс для этого был слишком жёстким.
Определённой компенсацией за недостатки ПТЗ была продуманная система борьбы за живучесть корабля. На третьей палубе перед машинным отделением в районе диаметральной плоскости располагался центр по борьбе с повреждениями. В него были выведены из всех отсеков данные разнообразных датчиков повреждений — затопления, течи, пожара, внешних и внутренних взрывов, задымления, загазованности и т. п., а также указатели крена и дифферента. Из этого центра можно было дистанционно затопить, осушить, включить систему орошения в любом отсеке. В третьем машинном отделении находился центр контроля состояния энергетической установки и устранения её неисправностей. По различным направлениям борьбы за живучесть были организованы семь ремонтно-восстановительных партий из специально обученного персонала. Также по всему кораблю располагались специализированные посты, снабжённые средствами поиска и ликвидации повреждений.

### Энергетическая установка
Четырёхвальная силовая установка новых линкоров была выполнена по эшелонной схеме. Четыре машинно-котельных отделения (МКО) шли друг за другом по длине и занимали всю ширину корпуса между ПТЗ. В каждом МКО находились турбозубчатый агрегат (ТЗА) с приводом на индивидуальный вал, два котла и набор вспомогательного оборудования. В МКО № 1 и № 3 котлы находились по правому борту, а ТЗА по левому, а в МКО № 2 и № 4, соответственно, наоборот.
В первых трёх МКО стояли по два турбогенератора. В четвёртом отделении стоял один турбогенератор. Мощность семи генераторов составляла 7000 кВт (по 1000 кВт каждый). Перед носовым МКО располагался отсек, в котором стояли два резервных дизель-генератора мощностью 200 кВт. И турбогенераторы, и дизель-генераторы вырабатывали трёхфазный переменный ток напряжением 450 В. В одном отсеке с дизель-генераторами стояли два главных опреснителя производительностью по 40 000 галлонов (151,4 т) пресной воды в сутки. В МКО № 4 стоял ещё один малый опреснитель производительностью 12 000 галлонов (45,4 т) воды в сутки.
Котлы вырабатывали пар с температурой 454,4 °С под давлением 40,64 кг/см² (600 psi). На «Саут Дакоте» и «Алабаме» стояли высоконапорные котлы производства фирмы «Бабкок и Уилкокс», на двух остальных — Foster Weller. ТЗА также производились двумя фирмами. Для «Саут Дакоты» и «Массачусетса» их изготовил «Вестингхауз», для «Алабамы» и «Индианы» — «Дженерал Электрик». Каждый ТЗА состоял из турбин переднего хода высокого и низкого давления с приводом на вал через двухступенчатый планетарный редуктор. На полной мощности скорость вращения турбин высокого давления составляла 6100 об/мин, низкого — 5011 об/мин, вала — 185 об/мин. Передаточные числа составляли 32,293:1 и 27,086:1 для ТВД и ТНД соответственно. Мощность каждого ТЗА 32 500 л. с., при форсировании — 35 000 л. с. Суммарная мощность силовой установки — 130 000 л. с. и 140 000 л. с. при форсаже. Турбины заднего хода были выполнены в одном корпусе с турбинами низкого давления. Мощность каждой составляла 8000 л. с. при 3250 об/мин — суммарно 32 000 л. с. Так как МКО располагались в шахматном порядке, все валы были разной длины. По проекту все винты были четырёхлопастными, диаметр внутренних составлял 5,344 м, а внешних — 5,398 м. Внешняя пара валов находилась в специальных скегах. Это уменьшало эффективность рулей по сравнению с расположением в скегах внутренних валов на «Вашингтоне», зато снижало проблемы с вибрацией. Правда, полностью от неё избавиться не удалось, даже несмотря на то, что в процессе эксплуатации винты менялись на трёх- и пятилопастные. Так, в 1946 году на «Саут Дакоте» стояли внутренние четырёхлопастные винты диаметром 5,386 м и внешние пятилопастные винты диаметром 5,296 м. Короткий, глубокосидящий и полный корпус гнал перед собой высокий бурун и создавал крутые волны уже на среднем ходу. Однако на дальность экономического хода это не повлияло. Из-за чуть большей ёмкости топливных цистерн (в сравнении с предыдущим типом) дальность даже увеличилась. Проектная дальность составляла 15 000 миль на ходу 15 узлов. Объём цистерн соответствовал 7319 т мазута средней плотности против проектных 6959 т у «Вашингтона». Вероятно, общий КПД энергетической установки и движителя также был несколько выше. В 1945 году «Саут Дакота» могла пройти 17 тыс. морских миль на скорости 15 узлов при полном запасе топлива. На 25-узловом ходу при максимальном запасе топлива дальность составляла 6400 миль, что всего на 300 миль меньше, чем у «Вашингтона». По другим данным, в 1945 году «Саут Дакота» могла пройти 15 020 миль на ходу 15 узлов и 10 610 миль на 20. По проекту «Индиана», «Массачусетс» и «Алабама» должны были иметь аналогичную дальность, но эти корабли несли меньше топлива, и для них проектная дальность составила 15 000 миль на скорости 15 узлов.

### Вооружение

#### Главный калибр

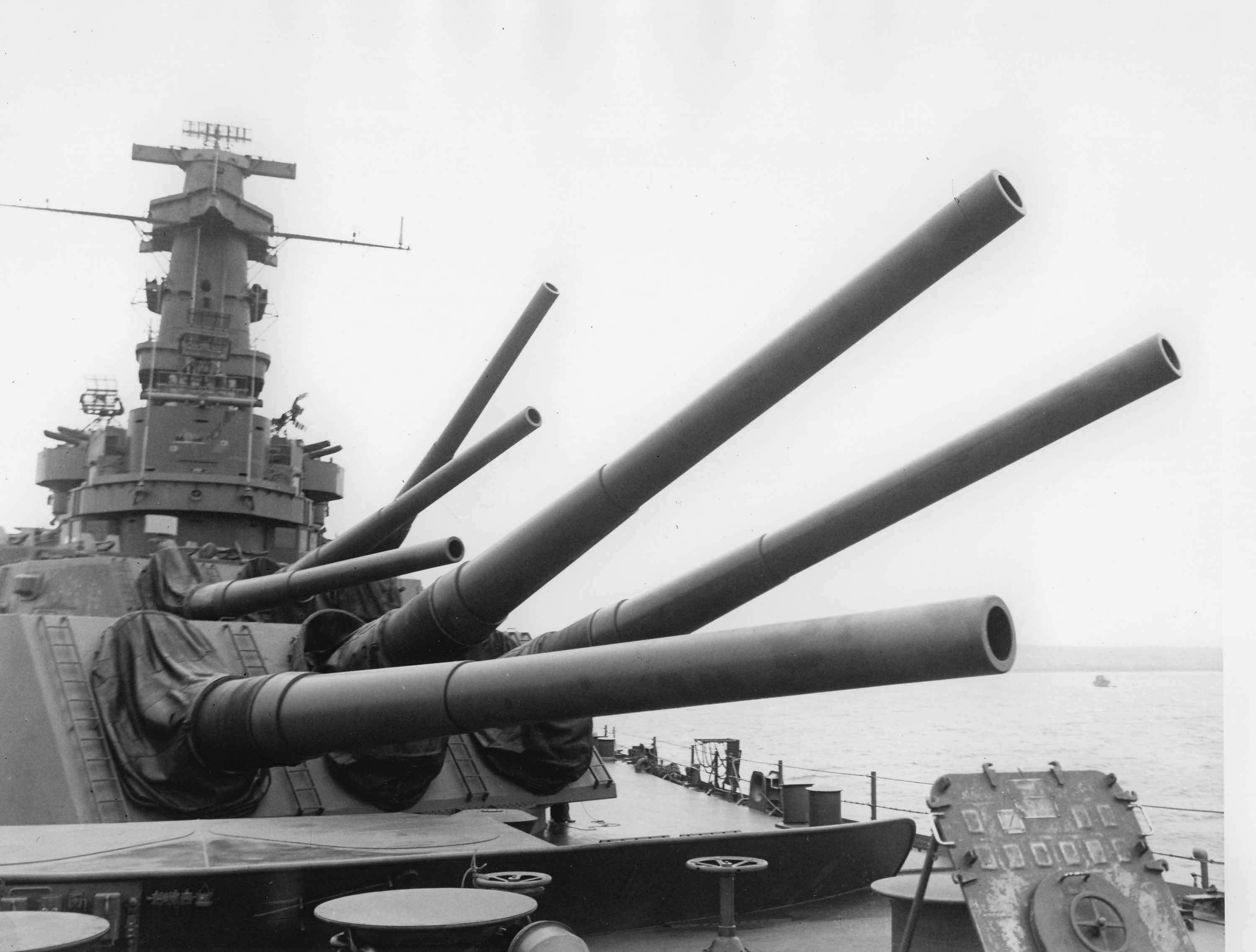
Носовые 406-мм башни линкора «Саут Дакота». Скапа-Флоу, 1943 год

«Саут Дакоты» получили такую же артиллерию главного калибра, как и предшественники, — девять 406-мм 45-калиберных орудий Mark 6 в трёх трёхорудийных башнях. Поршневой затвор системы Велина, качающийся, с открыванием вниз. Имелись инерционные предохранители от двойного заряжания, блокирующие открывание при наличии в каморе неиспользованного заряда. Заряжание орудий картузное, заряд состоял из шести частей.
После выстрела ствол продувался воздухом из эжекторной системы. В состав противооткатных устройств входили два гидро-пневматических накатника и один гидравлический тормоз отката. Накатники располагались сверху, крепясь штоками к люльке выше цапф. Тормоз крепился на нижней поверхности цилиндрической люльки. Между накатниками находился специальный дифференциальный цилиндр, обеспечивающий герметичность и надёжность работы гидро-пневматической системы наката.
Трёхорудийные башенные установки были практически идентичны таковым на типе «Вашингтон». Вес вращающейся части (с бронёй) — порядка 1500 т. Внутренний диаметр барбета — 11,35 м, диаметр роликового погона 10,49 м. Орудия монтировались в индивидуальных люльках. Расстояние между осями стволов 2,972 м. Установка и демонтаж стволов могли осуществляться без снятия крыши башни. Для снижения рассеивания при полных залпах центральное орудие имело задержку выстрела на 60 мс. Башни оснащались дистанционным приводом как для горизонтальной, так и для вертикальной наводки. Кроме централизованного удалённого управления, имелось резервное автономное управление из самой башни. Приводы башни были электрогидравлическими. Подъёмные винты и силовые приводы вертикальной наводки располагались под боевым отделением. Вертикальная наводка каждого орудия осуществлялась винтом с приводом от 60-сильного двигателя. Максимальное возвышение составляло 45°. Угол склонения для возвышенной башни составлял 0°, у остальных −2°. Заряжание осуществлялось при постоянном угле возвышения в 5°. Скорость подъёма стволов 12°/сек. Механизмы горизонтальной наводки стояли на уровень ниже. Электрогидравлический привод мощностью 300 л. с. обеспечивал скорость вращения башни 2°/сек.
Штатный боезапас каждой башни составлял 130 снарядов на ствол. Они хранились на двух следующих уровнях внутри барбета на кольцевых полках. Для передачи снарядов в систему подачи снаряды перемещались сначала на специальные вращающиеся кольцевые платформы. Обе кольцевые платформы оснащались приводом от 40-сильного электродвигателя. При вращении кольцевых платформ снаряды устанавливались напротив одного из трёх подъёмников и перемещались к ним. Ряд операций осуществлялся с применением ручного труда, что было нехарактерно для линкоров других стран. Снарядные подъёмники толчкового типа обслуживали каждый своё орудие. Привод каждого подъёмника осуществлялся 60-сильным электродвигателем. Центральный подъёмник был вертикальным, боковые — изогнутыми. Снаряд вертикально подавался в боевое отделение, а затем гидроцилиндром укладывался на загрузочный лоток. Дальше в ствол снаряд подавался цепным прибойником с приводом от 75-сильного электродвигателя. Для того, чтобы ведущий поясок снаряда вошёл в нарезы, подача осуществлялась на достаточно большой скорости с характерным лязгом.
Зарядные погреба были двухъярусными. Полный заряд состоял из шести шёлковых картузов массой по 49,9 кг. Картузы подавались в боевое отделение цепными подъёмниками с приводом от 60-сильного электродвигателя и вручную укладывались на зарядный лоток вслед за снарядом. Их подача в камору также осуществлялась прибойником, но уже с меньшей скоростью, чтобы избежать воспламенения заряда.
Первоначально в боекомплект входили только бронебойные снаряды Mk.6 массой 1225 кг. При использовании полного заряда ему придавалась начальная скорость в 701 м/с. Снаряд оснащался разрывным зарядом из 18,4 кг пикрата аммония. Для распознавания всплесков от собственных снарядов под баллистическим наконечником размещалось вещество, подкрашивающее всплеск. К концу войны основной задачей линкоров стала не борьба с японскими линкорами, а обстрелы берега. Поэтому в состав их боекомплекта вошли фугасные снаряды Mk.13 массой 862 кг. Разрывной заряд составлял 69,9 кг TNT.

#### СУАО главного калибра
Система управления огнём американских линкоров была весьма продвинутой для своего времени и являлась одной из сильных сторон проекта. На момент начала войны за счёт качества оптики германская и японская системы ещё обеспечивали подобие характеристик. Но с 1942 года, в связи с появлением артиллерийских радаров, американская система стала явно их превосходить.
Данные для управления получались в командно-дальномерных постах (КДП) главного калибра. По одному КДП Mk.38 находилось в передней и задней части надстройки. Задачей КДП была выдача в центральный пост данных об азимуте и дальности до цели. Каждый КДП оснащался дальномером с базой 8,1 м. В ходе войны на них стали устанавливать артиллерийские радары. Первым появился артиллерийский радар Mk.8, затем Mk.13. Радары позволяли отслеживать дальность и азимут цели, а также могли засекать всплески от падения собственных снарядов. Всплески 406-мм снарядов радар Mk.8 мог засекать на дальности до 32, а Mk.13 до 38,4 км.
На крыше боевой рубки монтировался резервный КДП с перископами Mk.30 и Mk.32. Первоначально он оснащался 4,6-метровым дальномером, но затем последний заменили на радар Mk.27.
Данные от КДП поступали в центральный пост, располагавшийся под бронепалубой на первой платформе. Кроме дальности до цели, её курсового угла и скорости от КДП, сюда поступали метеорологические данные, степень износа стволов, параметры движения собственного корабля от гирокомпасов и лага. Центральным компонентом системы управления был автомат стрельбы Мк.1а. Его задачей был расчёт углов наведения орудий на основе поступивших данных. Автомат стрельбы представлял собой аналоговый электромеханический компьютер, помещённый в корпусе размером 1,82×0,91×1,22 м. Время баллистического расчёта для первого залпа составляло полминуты, для последующих — несколько секунд. Вычисленные данные углов наведения через сельсины синхронно передавались на механизмы вертикальной и горизонтальной наводки башен. Автомат использовался для управления орудиями главного и универсального калибра и позволял также осуществлять расчёт установок для стрельбы осветительными снарядами.
В паре с автоматом стрельбы использовалась гировертикаль Mk.43. Гировертикаль позволяла стабилизировать орудия относительно линии прицеливания. С помощью неё отслеживались углы крена и дифферента и осуществлялось внесение поправок в цепь сельсинов. Таким образом, орудия постоянно оставались в положении, рассчитанном автоматом стрельбы. Залп осуществлялся оператором гировертикали посредством замыкания цепи электроспуска орудий соответствующими ключами на лицевой панели прибора.
В состав гировертикали входил вертикальный гироскоп. Второй принципиальной частью гировертикали был полусферический колпак (на корабельном жаргоне «шляпа» или «зонтик»). Колпак качался в пространстве вместе с кораблём. От автомата стрельбы передавались рассчитанные углы вертикального и горизонтального наведения и посредством прецизионных карданных передач колпак сдвигался относительно геометрического центра его сферы на заданные углы. Колпак двигался вместе с кораблём относительно вертикально стоящего гироскопа. С помощью двухкоординатной системы электромагнитов углы отклонения колпака от гироскопа преобразовывались в поправки углов наведения орудий и сельсинами синхронно передавались в башни главного калибра. Силовые приводы удерживали необходимое положение орудий в пространстве. Система достаточно хорошо работала даже в условиях сильной качки. Проблемы наступали только при резкой качке, когда силовые приводы не успевали придавать орудиям нужное положение.
Башни главного калибра могли вести огонь и самостоятельно под локальным управлением. С обеих сторон сквозь боковые стенки башен были выведены головки 12-кратных оптических прицелов вертикального и горизонтального наводчиков, а в задней части башни располагался 14-метровый 25-кратный дальномер. Расчёты углов наведения в этом режиме помогал вычислять портативный башенный автомат, также представляющий собой аналоговый компьютер.
| Орудие                                                   | 16″/45 Mark 6                           | 16″/45 Mark 6                           | 5"/38 Mark 12              | 40 mm/56 Mark 1 (Bofors)  | 1.1"/75 Mark 1               | 20 mm/70 Mark 2 (Oerlikon) |
| -------------------------------------------------------- | --------------------------------------- | --------------------------------------- | -------------------------- | ------------------------- | ---------------------------- | -------------------------- |
| Калибр, мм                                               | 406                                     | 406                                     | 127                        | 40                        | 28                           | 20                         |
| Длина ствола, калибров                                   | 45                                      | 45                                      | 38                         | 56                        | 75                           | 70                         |
| Год разработки                                           | 1936                                    | 1936                                    | 1932                       | 1936                      | 1929                         | 1939                       |
| Масса орудия без замка, кг                               | 97 231                                  | 97 231                                  | 1810                       | 522                       | 252                          | 68,04                      |
| Скорострельность в/мин                                   | 2                                       | 2                                       | 15—22                      | 120                       | 150                          | 450                        |
| Тип заряжания                                            | картузное                               | картузное                               | раздельно-гильзовое        | унитарное                 | унитарное                    | унитарное                  |
| Масса заряда, кг                                         | 242,7                                   | 242,7                                   | 6,9—7,03                   | 0,314                     | 0,120                        | 0,086                      |
| Тип снаряда                                              | Бронебойный Mark 6                      | Осколочно-фугасный Mark 13              | Осколочно-фугасный Mark 34 | Осколочно-фугасный Mark 1 | Осколочно-фугасный Mark 1    | Осколочно-фугасный Mark 3  |
| Масса снаряда, кг                                        | 1225                                    | 862                                     | 25                         | 0,9                       | 0,416                        | 0,123                      |
| Начальная скорость м/с                                   | 701                                     | 803                                     | 792                        | 881                       | 823                          | 844                        |
| Живучесть ствола, выстрелов                              | 395                                     | 395                                     | 4600                       | 9500                      |                              | 9000                       |
| Максимальная дальность, м                                | 33 741                                  | 36 741                                  | 15 903                     | 10 180                    | 6767                         | 4389                       |
| Досягаемость по высоте, м                                | -                                       | -                                       | 11 887                     | 6797                      | 5791                         | 3048                       |
| Установка                                                |                                         |                                         | Mark 28 mod 0              | Mark 2 Quad               | Quadruple Mount Mark 2 Mod 2 | Mark 2                     |
| Количество стволов                                       | 3                                       | 3                                       | 2                          | 4                         | 4                            | 1                          |
| Масса вращающейся части                                  | 1426 т башни № 1 и № 2 1460 т башни № 3 | 1426 т башни № 1 и № 2 1460 т башни № 3 | 70 894 кг                  | 10 524—10 796 кг          | 4763 кг                      | 769 кг                     |
| Углы возвышения                                          | −2°/+45° 0°/+45° башня № 2              | −2°/+45° 0°/+45° башня № 2              | -15°/+85°                  | -15°/+90°                 | −15°/+110°                   | −5°/+87°                   |
| Скорость наведения вертикального / горизонтального, гр/с | 12 / 4                                  | 12 / 4                                  | 15 / 25                    | 24 / 26                   | 24 / 30                      | ручное                     |

#### Универсальный калибр

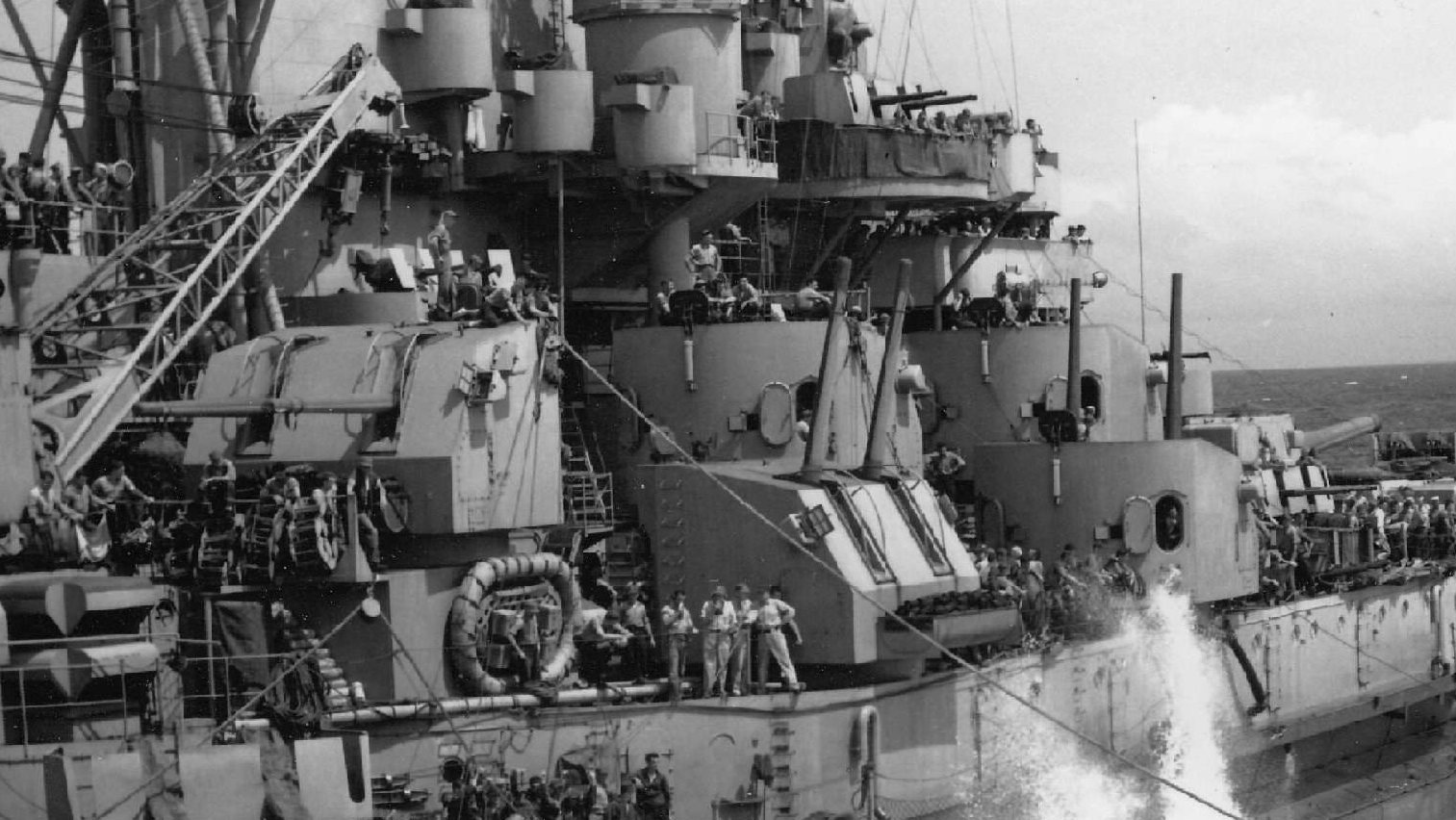
127-мм орудия линкора «Массачусетс»

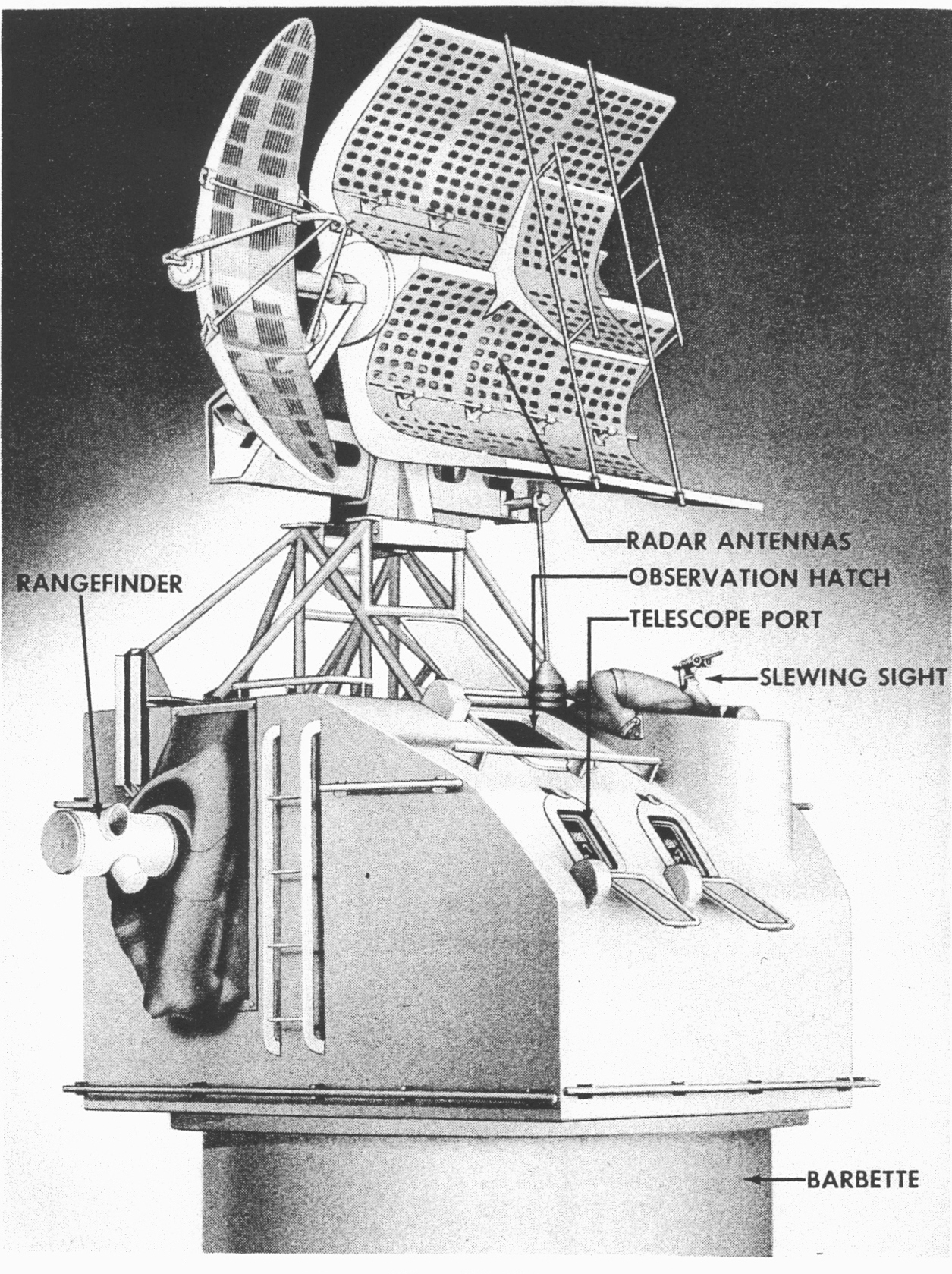
Директор Mk 37 управления стрельбой 127-мм орудий с антеннами радаров Mk 12 (большая прямоугольная) и Mk 22 (параболическая)

Универсальная артиллерия линкоров была представлена 127-мм 38-калиберными универсальными орудиями Mark 12 в двухорудийных башенных установках Mark 28 mod 0. На головном корабле стояло восемь таких башен, на остальных — десять. По пять башен были установлены по бокам надстройки с расположением на двух уровнях в виде буквы W. Вторая и четвёртая башни находились на уровень ниже остальных. На «Саут Дакоте» по проекту вместо АУ № 3 устанавливался 28-мм счетверённый автомат, а на месте перегрузочных отделений расположили помещения для офицеров штаба.
Орудие 5"/38 Mark 12 имело клиновый полуавтоматический затвор и раздельно-гильзовое заряжание. Снаряд имел массу порядка 25 кг, а снаряжённая гильза 11,3 кг. Первоначально в боекомплект входили «коммоны» (полубронебойные снаряды) Mk.32, Mk.38, Mk.46 и фугасные Mk.35 и Mk.49. К концу войны их вытеснили зенитные снаряды Mk.31 и Mk.35 с головным и донным взрывателем. Они могли использоваться как по воздушным, так и по надводным целям. При этом Mk.31 оснащался радиолокационным взрывателем. Взрыватель улавливал отражённый сигнал РЛС и срабатывал при пролёте вблизи цели.
Башня могла управляться как дистанционно-силовым приводом по вертикальной и горизонтальной осям, так и локально из самой башни. Под ней находилось перегрузочное отделение, а ещё ниже погреба. Боезапас составлял по 500 снарядов на ствол. При этом по 50 снарядов на ствол находились в готовом к применению виде в подбашенном перегрузочном отделении. Сами погреба находились над машинными отделениями, сбоку от перегрузочных отделений. Из погребов в перегрузочное отделение вели снарядный и зарядный элеваторы. Из перегрузочного отделения в боевое снаряды подавались по подъёмникам, вращающимся вместе с центральным штырём башни. Заряжание производилось при любом угле возвышения. Скорострельность зависела от тренированности расчётов и составляла до 15—22 выстрелов в минуту на ствол. Каждую установку обслуживали 37 человек, из которых 13 находилось в самой башне и 24 в перегрузочном отделении и погребах.
Управление универсальной артиллерией осуществлялось с помощью КДП Mk.37. Четыре КДП во вращающихся башнях размещались по ромбической схеме — по одному спереди и сзади надстройки и по одному по бортам. КДП Mk.37 могли осуществлять наведение универсальной артиллерии по наземным и воздушным целям, а также осуществлять наведение орудий главного калибра. Кроме того, из КДП можно было осуществлять дистанционное управление 91-см боевыми прожекторами. Первоначально на «Саут Дакотах» стояло шесть прожекторов, но с появлением РЛС их количество постепенно уменьшалось.
В башенке КДП Mk.37 находились оптический дальномер Mk.42 с базой 4,5 метра и три визира — командира башни, вертикального и горизонтального наводчиков. В ходе Второй мировой войны в дополнение к оптике КДП был оснащён РЛС. Первоначально был установлен радар Mk.4, который позже был замещён на пару радаров — Mk.12 и Mk.22. От башни КДП вниз шли бронированные коммуникационные трубы. С их помощью осуществлялась связь с размещённым под броневой палубой постом управления универсальной артиллерией.

#### Зенитное вооружение

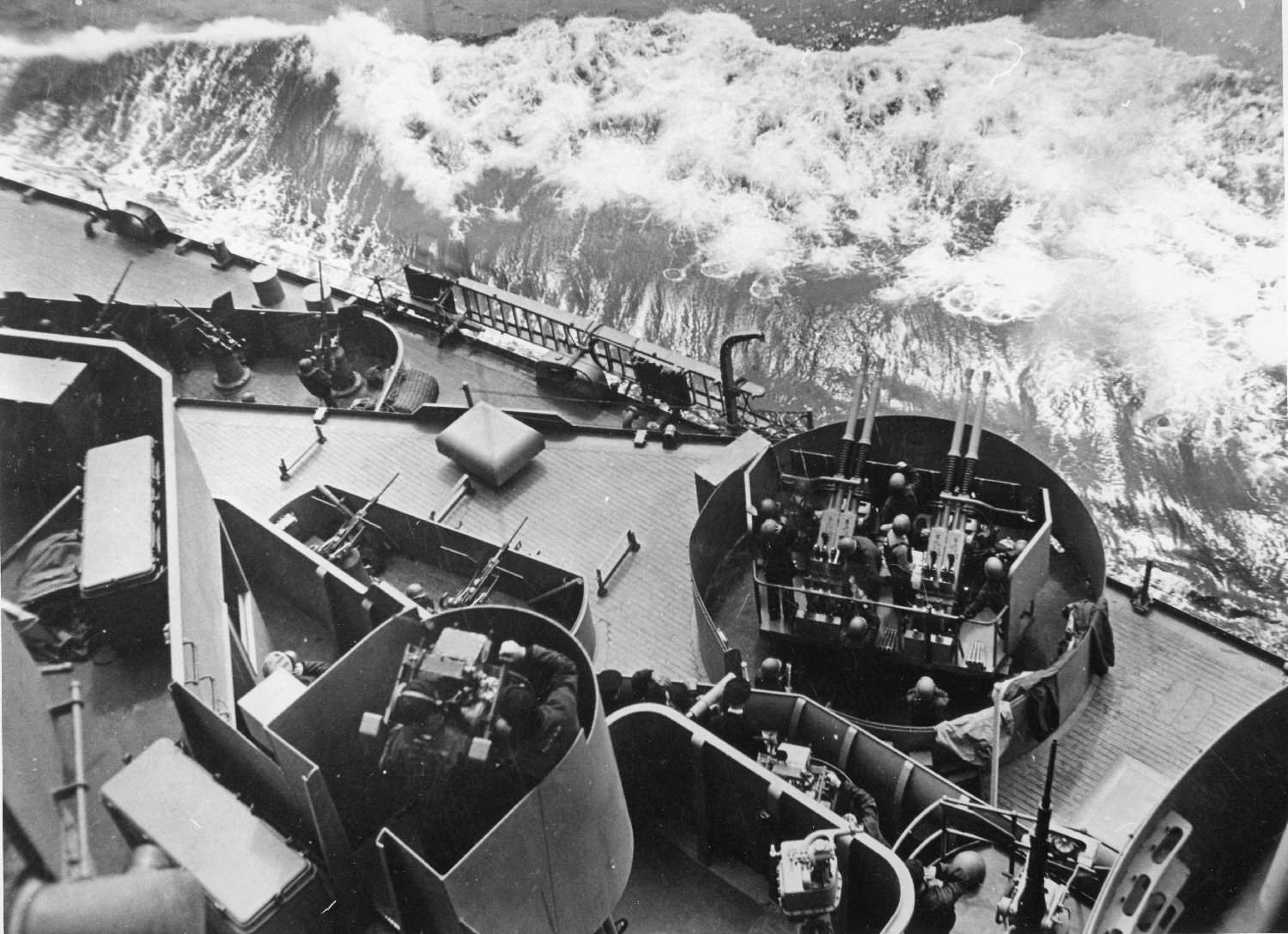
Зенитное вооружение линкора «Саут Дакота». Атлантика, 1943 год. Вверху КДП Мк.51 с двумя операторами. Внизу четырёхствольная установка 40-мм «Бофорсов» под его управлением. По бокам от «Бофорсов» одноствольные установки 20-мм «Эрликонов».

По проекту ПВО ближней зоны состояла из четырёх счетверённых 28-мм автоматов и восьми 12,7-мм пулемётов «Браунинг». Первые же месяцы войны в Европе показали высокую опасность авиационных налётов, и ПВО ближней зоны американских линкоров была признана недостаточной. Она постоянно усиливалась в процессе войны, с постепенной заменой проектных зениток на более эффективные 40-мм «Бофорсы» и 20-мм «Эрликоны». В частности, головной корабль вступил в строй, имея семь счетверённых 28-мм автоматов, 16 одинарных «эрликонов» и восемь 12,7-мм пулемётов. Впоследствии ненадёжные 28-мм автоматы заменили на 40-мм «Бофорсы», а «браунинги» заменили на более эффективные «эрликоны». Остальные корабли серии вступали в строй сразу с вооружением из «бофорсов» и «эрликонов». Количество стволов зенитной артиллерии постоянно увеличивалось в ходе войны, что приводило к росту численности экипажа и водоизмещения.
40-мм «Бофорсы» устанавливались в счетверённых установках с монтажом в специальном противоосколочном бруствере диаметром 5,5 м. Установка обслуживалась расчётом из 11 человек. В него входили командир расчёта, два наводчика (отдельно для горизонтального и вертикального наведения) и восемь заряжающих. «Бофорсы» имели силовой привод и могли управляться дистанционно, стреляя «вслепую» под управлением от командно-дальномерных постов Мк.51 или Мк.54. 20-мм «эрликоны» первоначально устанавливались в одиночных установках с наведением от кольцевого прицела. К концу войны часть из них заменили на двух- и четырёхствольные установки, которые могли управляться от КДП Мк.51. Для одиночной установки расчёт состоял из четырёх человек — стрелка-наводчика, его помощника и двух подносчиков боеприпасов.
После появления в конце войны камикадзе появились планы по установке 76-мм 50-калиберных зениток. Камикадзе нужно было не просто сбивать, а буквально разваливать в воздухе, для чего 40-мм снарядов уже не хватало. Но до конца войны эти планы осуществить не успели.
Дистанционное управление 40-мм автоматами первоначально осуществлялось с помощью директоров Mk.51 с визиром Mk.14. К концу войны их заменили более совершенные Mk.57 с радиолокатором Mk.34. В качестве резервного способа управления имелась возможность ручного локального наведения с помощью кольцевых прицелов, а каждый четвёртый снаряд был с трассёром.
Одиночные 20-мм установки имели только кольцевые прицелы и управлялись вручную. Для облегчения наведения также применялись трассирующие снаряды. К концу войны появились многоствольные 20-мм установки, для которых удалённое управление могло осуществляться с помощью визирной колонки Mk.14.
| Изменение состава зенитного вооружения | Изменение состава зенитного вооружения | Изменение состава зенитного вооружения | Изменение состава зенитного вооружения | Изменение состава зенитного вооружения | Изменение состава зенитного вооружения |
| Корабль                                | период                                 | 40 мм/56                               | 28 мм/75                               | 20 мм/70                               | 12,7 мм                                |
| -------------------------------------- | -------------------------------------- | -------------------------------------- | -------------------------------------- | -------------------------------------- | -------------------------------------- |
| «Саут Дакота»                          | по проекту                             | —                                      | 16                                     | —                                      | 8                                      |
| «Саут Дакота»                          | март 1942                              | —                                      | 28                                     | 16                                     | 8                                      |
| «Саут Дакота»                          | сентябрь 1942                          | 16                                     | 20                                     | 36                                     | -                                      |
| «Саут Дакота»                          | февраль 1943                           | 68                                     | —                                      | 35                                     | -                                      |
| «Саут Дакота»                          | декабрь 1944                           | 72                                     | —                                      | 72                                     | -                                      |
| «Саут Дакота»                          | март 1945                              | 68                                     | —                                      | 77                                     | -                                      |
| «Индиана»                              | по проекту                             | —                                      | 12                                     | —                                      | 12                                     |
| «Индиана»                              | июнь 1942                              | 24                                     | —                                      | 16                                     | -                                      |
| «Индиана»                              | декабрь 1942                           | 24                                     | —                                      | 35                                     | -                                      |
| «Индиана»                              | октябрь 1943                           | 48                                     | —                                      | 56                                     | -                                      |
| «Индиана»                              | декабрь 1944                           | 48                                     | —                                      | 56                                     | -                                      |
| «Индиана»                              | 1945                                   | 48                                     | —                                      | 52                                     | -                                      |
| «Массачусетс»                          | апрель 1942                            | 24                                     | —                                      | 12                                     | -                                      |
| «Массачусетс»                          | ноябрь 1942                            | 24                                     | —                                      | 35                                     | -                                      |
| «Массачусетс»                          | январь 1943                            | 40                                     | —                                      | 50                                     | -                                      |
| «Массачусетс»                          | июнь 1944                              | 64                                     | —                                      | 58                                     | -                                      |
| «Массачусетс»                          | август 1944                            | 72                                     | —                                      | 38                                     | -                                      |
| «Массачусетс»                          | август 1945                            | 60                                     | —                                      | 38                                     | -                                      |
| «Алабама»                              | апрель 1942                            | 24                                     | —                                      | 12                                     | -                                      |
| «Алабама»                              | январь 1943                            | 32                                     | —                                      | 35                                     | -                                      |
| «Алабама»                              | март 1943                              | 48                                     | —                                      | 40                                     | -                                      |
| «Алабама»                              | май 1943                               | 48                                     | —                                      | 52                                     | -                                      |
| «Алабама»                              | февраль 1945                           | 48                                     | —                                      | 56                                     | -                                      |
| «Алабама»                              | ноябрь 1945                            | 56                                     | —                                      | 48                                     | -                                      |

#### Радиолокационное вооружение
В начале службы линкоры были оснащены радаром обнаружения воздушных целей SC и радаром обнаружения надводных целей SG. В ходе войны вместо радара SC поставили SK, а количество SG увеличили. Ближе к концу войны появились радары дальнего обнаружения самолётов SK-2 и кораблей SU.
Артиллерийские радары Mk.3 были установлены на два КДП главного калибра перед кампанией на Гуадалканале. Его заменил радар Mk.8, первым установленный на «Индиане» в августе 1942 года. Четыре КДП среднего калибра Mk.38 оснащались радарами Mk.4 с момента постройки. Вместо них позже установили пару радаров Mk.12 и Mk.22. Все эти радары использовались для стрельбы по воздушным и надводным целям. Расположение радаров было приблизительно одинаковым, и, к примеру, на «Саут Дакоте» при выводе в резерв стоял радар SK на фок-мачте, два радара SG — на фок- и грот-мачте, артиллерийские радары Mk.27 на крыше боевой рубки, четыре комплекта радаров Mk.12 и Mk.22 на каждом из КДП среднего калибра и два радара Mk.8 на каждом из КДП главного калибра.
На антеннах поисковых радаров SC и SK сверху устанавливались рамочные антенны BM системы опознавания «свой-чужой» IFF. На тарелкообразных антеннах радара SK-2 антенны IFF имели вид выступающего диполя. Вместе с антеннами BM в комплексе работали антенны BK системы предупреждения об облучении внешними РЛС. Для противодействия РЛС противника имелись станции глушения и постановки помех ECM (Electronic Counter Measure). В их состав входили шумовые усилители дипольного типа AS-56 и AS-57 с двойными коническими приёмными антеннами и излучателями в виде «колеса фургона». Эти станции непрерывно испускали помехи, забивая сигнал радаров. Три глушителя TDY с антеннами в радиопрозрачных корпусах находились по обеим сторонам трубы и за кормовой антенной радара SK-2. Первичный сигнал РЛС противника улавливался связанными с ними антеннами DBM, и в ответ станция посылала направленный маскирующий сигнал, делая сигнал внешней РЛС неразборчивым.

#### Авиационное вооружение
Линкоры типа «Саут Дакота» несли две пороховые катапульты Type P Mk.4 длиной 20,7 м, предназначенные для запуска гидросамолётов. Катапульты были установлены побортно в корме на верхней палубе. При запуске катапульта могла сообщить гидросамолёту OS2U скорость в 130 км/ч. Ангар на линкорах этого типа отсутствовал, и гидросамолёты хранились непосредственно на самих катапультах и между ними. Первоначально каждому линкору были приданы три гидросамолёта OS2U «Кингфишер», однако довольно часто третий самолёт не брали, ограничиваясь двумя. На борт гидросамолёт с воды поднимали самолётным краном, располагавшимся в диаметральной плоскости в самой корме корабля. Для облегчения посадки линкор поворачивал в сторону приближающегося с подветренной стороны самолёта, создавая зону с ослабленным волнением. Первоначальной задачей гидросамолётов были разведка и корректировка артиллерийского огня во время боя, но с развитием РЛС эти задачи стали не актуальны, надобность в самолётах уменьшилась, и они стали если не бесполезным, то опасным грузом. Во время ночного боя у Гуадаканала 7 ноября 1942 года гидросамолёты «Саут Дакоты» сослужили ей плохую службу. В результате попаданий японских снарядов загорелись сами машины и авиационный бензин, осветив линкор и облегчив стрельбу противнику. Однако, когда ближе к концу войны линкоры часто стали использоваться для стрельбы по берегу, гидросамолёты снова стали весьма полезны, проводя корректировку артиллерийского огня. Кроме этого, они участвовали в спасении моряков с затонувших кораблей. Ближе к концу войны OS2U на борту линкоров сменили гидросамолёты Curtiss SC «Сихок». После войны все гидросамолёты и катапульты сняли. Поэтому, к примеру, стоящая на вечной стоянке «Алабама» получила вместо «родных» катапульты с пошедших на слом крейсеров.

## Представители
| Название                  | Судоверфь                         | Закладка       | Спуск на воду    | Принятие на вооружение | Судьба                                                                        |
| ------------------------- | --------------------------------- | -------------- | ---------------- | ---------------------- | ----------------------------------------------------------------------------- |
| Саут Дакота South Dacota  | New York Shipbuilding Corporation | 5 июля 1939    | 7 июня 1941      | 20 марта 1942          | выведен в резерв 31 января 1947, снят с вооружения 1 июня 1962, пущен на слом |
| Индиана Indiana           | Newport News SB                   | 20 ноября 1939 | 21 ноября 1941   | 30 апреля 1942         | выведен в резерв 11 ноября 1947, снят с вооружения 1 июня 1962, пущен на слом |
| Массачусетс Massachusetts | Bethlehem Shipbuilding            | 20 июля 1939   | 23 сентября 1941 | 12 мая 1942            | выведен в резерв 27 марта 1947, снят с вооружения 1 июня 1962, корабль-музей  |
| Алабама Alabama           | Norfolk NSY                       | 1 февраля 1940 | 16 февраля 1942  | 16 августа 1942        | выведен в резерв 9 января 1947, снят с вооружения 1 июня 1962, корабль-музей  |

## Служба

### «Саут Дакота»
«Саут Дакота» перешла на Тихий океан 21 августа 1942 года, но уже 6 сентября налетела на коралловый риф у Тонгатапу, разорвав обшивку второго дна. До 12 октября корабль проходил ремонт в Пёрл-Харборе. В это время флот США на Тихом океане вёл кампанию по захвату острова Гуадалканал, и по окончании ремонта «Саут Дакота» была включена в состав авианосного соединения TF-16, сформированного вокруг авианосца «Энтерпрайз». 26 октября соединение участвовало в сражении с японскими авианосцами «Сёкаку» и «Дзуйкаку» у островов Санта-Крус. Линкор выполнял несвойственную ему роль основы ордера ПВО, но благодаря сильному зенитному вооружению и системам управления огнём хорошо справился с этой ролью. Согласно рапорту командира корабля его артиллерия сбила в этом сражении 26 самолётов противника, однако по послевоенным подсчётам на долю зенитной артиллерии всего соединения в этом бою пришлось только 13 машин. Сама «Саут Дакота» получила два бомбовых попадания, пришедшихся в башни главного калибра. Были выведены из строя два орудия и 50 человек ранены осколками, включая командира на мостике. При отходе соединения в Нумеа в ночь на 27 октября «Саут Дакота» столкнулась с эсминцем «Мэхэн», получив лёгкие повреждения корпуса.
Из двух оставшихся в этом районе американских авианосцев «Хорнет» пошёл на дно, а «Энтерпрайз» был повреждён. Японские авианосцы также находились в ремонте. Поэтому следующее сражение прошло с участием артиллерийских кораблей. Ночью 7 ноября американское соединение в составе линкоров «Вашингтон» и «Саут Дакота» с 4 эсминцами встретилось в бою с японским соединением в составе линкора «Кирисима», тяжёлых крейсеров «Атаго» и «Такао», лёгких крейсеров «Сэндай», «Нагара» и 9 эсминцев. Огонь японских кораблей сосредоточился на «Саут Дакоте», и она получила 27 попаданий 356-мм, 203-мм, 152-мм, 140-мм и 127-мм снарядов. Пояс пробит не был, но надстройки получили серьёзные повреждения. Из-за выхода из строя кабельной проводки и приборов управления линкор фактически утратил боеспособность. Погибли 38 человек, ещё 60 получили ранения.
Ремонт «Саут Дакота» проходила на верфи Нью-Йорка с 18 декабря 1942 по 25 февраля 1943 года. С марта по август 1943 года линкор действовал совместно с британским флотом метрополии, после чего вернулся на Тихий океан и занимался поддержкой десантов на острова, занятые японцами. В ноябре 1943 года «Саут Дакота» приняла участие во вторжении на острова Гилберта, Маршалловы Острова, Макин и Тараву, 6 декабря обстреливала Науру, а в конце января 1944 года — Рои-Намюр и Кваджелейн. В феврале 1944 года «Саут Дакота» вошла в состав быстроходного авианосного соединения TF.58, участвуя во всех его операциях. Во время рейда на Каролинские острова при её участии были сбиты четыре самолёта. В ходе боя в Филиппинском море 19 июня 1944 года в линкор попала 225-кг бомба, сброшенная японским D4Y. Были повреждены надстройки, убиты 24 и ранены 27 человек. После месячного ремонта «Саут Дакота» вернулась в состав TF.58, продолжив действовать в его составе до конца войны. Шестого мая 1945 года во время погрузки боезапаса с судна снабжения произошло возгорание заряда главного калибра, вызвавшее воспламенение ещё четырёх зарядов. Во избежание пожара был затоплен погреб башни ГК № 2. Погибли 3 человека, из 23, получивших ранения и ожоги, ещё семеро впоследствии скончались. 14 июля 1945 года линкор занимался обстрелом острова Хонсю. Перешёл в Токийский залив 29 августа, где находился до 20 сентября. 3 января 1946 года вернулся в Филадельфию. За время войны «Саут Дакота» получила 13 боевых звёзд, сбив 64 самолёта противника. Линкор был выведен в резерв 31 января 1947 года в Филадельфии. 1 июня 1962 года исключён из списков флота и в октябре 1962 года продан на слом.

### «Индиана»
По окончании курса боевой подготовки «Индиана» перешла на Тихий океан в ноябре 1942 года. 28 ноября она прибыла в Тонгатапу, где вошла в соединение TF.64, заменив ушедшую на ремонт «Саут Дакоту». В составе этого соединения вместе с авианосцами «Саратога» и «Энтерпрайз» линкор действовал в западной части Тихого океана. 31 июля 1943 года в Пёрл Хаборе вошёл в состав авианосного соединения TF.58 и вместе с ним участвовал в рейде на остров Маркус. В октябре 1943 года прошёл текущий ремонт в Пёрл-Харборе. В ноябре 1943 года участвовал во вторжении на острова Гилберта. Переведён в состав TF.50 25 ноября 1943 года. В его составе принял участие в высадке на атолл Макин 26 ноября 1943 года и обстреле Науру 8 декабря 1943 года.
В конце января 1944 года «Индиана» приняла участие в восьмидневной бомбардировке Тароа и Кваджелейна. 1 февраля 1944 года получила тяжёлые повреждения при столкновении с линкором «Вашингтон». Погибли 2 человека, были затоплены 14 отсеков, разрушен внешний валопровод правого борта, повреждена катапульта. До апреля 1944 года «Индиана» простояла в ремонте в Пёрл-Харборе, после чего вошла в состав TF.58. Обстреливала японские позиции на Понапе 1 мая 1944 года. Во время высадки на Марианских островах линкор обстреливал Сайпан 13 и 14 июня того же года. 19—20 июля принял участие в сражении в Филиппинском море. Получил повреждения в результате тарана торпедоносца B6N1. С 23 октября по 6 декабря 1944 года проходил ремонт в Бремертоне. В январе и феврале 1945 года «Индиана» участвовала в обстреле Иводзимы и авианосном рейде на Токио. В марте 1945 года действовала у Окинавы, получив повреждения во время тайфуна 5 июня. Провела в ремонте 1 месяц. В июле — августе 1945 года в составе TF.58 участвовала в рейде на Японские острова. С 9 по 15 августа обстреливала Камаиси, северный Хонсю и Токио. После капитуляции Японии обеспечивала оккупацию ВМБ Йокосука. 5 сентября линкор перешёл в Токийский залив, 29 сентября вернулся в Сан-Франциско. За время Второй мировой войны «Индиана» получила 9 боевых звёзд. 11 сентября 1946 года выведена в резерв в Бремертоне. 11 сентября 1947 года исключена из состава боевого флота, а 1 июня 1962 года из списков флота. 6 сентября 1963 года продана на слом.

### «Массачусетс»
«Массачусетс» после завершения цикла боевой подготовки вошёл в состав TF.34. Входил в группу поддержки TG.34.1 вместе с тяжёлыми крейсерами «Уичита» и «Тускалуза». Соединение обеспечивало высадку войск союзников в Северной Африке — операцию «Торч». 8 ноября 1942 года линкор поддерживал десант у Касабланки. В порту у стенки находился недостроенный французский линкор «Жан Бар», на котором действовала только носовая четырёхорудийная башня главного калибра. «Массачусетс» открыл огонь по «Жану Бару» в 7:04 с дистанции 118 кбт. Добившись 5—7 попаданий, он был вынужден временно прекратить огонь из-за нарушения электропитания при сотрясениях от собственной стрельбы. В 9:18 «Массачусетс» совместно с крейсерами вступил в бой с французской 2-й лёгкой эскадрой. Были повреждены лидер «Milan» и эсминец «Fougueux», а эсминец «Boullonnais» потоплен. Сам «Массачусетс» получил два попадания: 194-мм снаряд с береговой батареи на мысе Эль-Ханк пробил бронепалубу, вызвав небольшой пожар, а 130-мм снаряд с «Boullonnais» не нанёс существенных повреждений. 9 ноября «Массачусетс» обстреливал батарею на Эль-Ханк, но стрельба бронебойными снарядами по ней была неэффективна. Всего в ходе операции было израсходовано 786 406-мм и 221 127-мм снаряд.
Проходил ремонт в Бостоне с ноября 1942 года. В феврале 1943 года перешёл на Тихий океан и 4 марта прибыл на Нумеа. Занимался прикрытием конвоев и операций на Соломоновых островах. Вошёл в состав прикрытия авиационного соединения и принял участие в рейдах 19—21 ноября 1943 года на острова Макин, Тарава и Абемама, 8 декабря на Науру, 29—30 января 1944 года на Тараву и Кваджелейн, 17—18 февраля на Трук. В марте 1943 года действовал в районе Каролинских островов, 22 апреля участвовал в высадке в Холландии (Новая Гвинея). 1 мая занимался обстрелом Понапе. В мае — июне 1944 года прошёл ремонт в Пьюджент-Саунде (Бремертон), во время которого были заменены лейнеры орудий главного калибра, затем продолжил действовать в составе авианосного соединения. 6 октября прикрывал высадку на Лейте, 10 октября участвовал в рейде на Окинаву, 12—14 октября на Формозу. 22—27 октября принял участие в сражении в заливе Лейте. 14 декабря 1944 года обстреливал побережье Филиппин в районе Манилы. Затем до февраля 1945 года действовал в Южно-Китайском море, у Формозы и Окинавы. Вместе с TF.58 с 10 февраля по 3 марта участвовал в рейде на Окинаву, Хонсю и Кюсю. Затем действовал у Окинавы до полной оккупации острова. С июля участвовал в операции TF.38 против японских островов. 14 июля обстреливал Камаиси, 28 июля Хамамацу, 9 августа опять Камаиси. За время войны «Массачусетс» заслужил 11 боевых звёзд, потопив 5 кораблей и сбив 18 самолётов противника. 27 марта 1947 года выведен в резерв в Норфолке. 1 июня 1962 года исключён из списков флота. 8 июня 1962 года передан штату Массачусетс и 14 августа 1965 года установлен в качестве мемориала в Фолл-Ривер. Мемориал действует по настоящее время.

### «Алабама»
«Алабама» завершила цикл боевой подготовки в конце 1942 года. Затем линкор занимался прикрытием авианосца «Рейнджер» во время его операций в Атлантике. Со 2 апреля по 1 августа 1943 года «Алабама» вместе с «Саут Дакотой» и пятью эсминцами входила в состав соединения TF.22, приданного британскому Флоту метрополии. В июле 1943 года линкор принял участие в рейде к побережью Норвегии, целью которого было отвлечение немцев от высадки в Сицилии. После проходил ремонт и модернизацию в Норфолке.
По завершении ремонта «Алабама» была переведена на Тихий океан, прибыв 14 сентября 1943 года на Новые Гебриды, и включена в состав соединения TG.58.7. Совместно с «Саут Дакотой» организационно составила девятую дивизию линкоров. Приняла участие в операциях по захвату и обстрелу островов на Тихом океане. С 19 ноября по 9 декабря 1943 года линкор участвовал в захвате островов Гилберта. 8 января 1944 года обстреливал Науру. С 26 января по 4 февраля 1944 года занимался обстрелом островов Рои-Намюр и Кваджелейн. С 16 по 17 февраля занимался прикрытием авианосного рейда на Трук, а с 21 по 22 февраля на Сайпан, Тиниан и Гуам. В ночь на 22 февраля в результате неисправности одна из 127-мм установок выпустила снаряд в другую башню. «Алабама» получила повреждения, 5 человек были убиты и 11 получили ранения. С 8 марта по 9 апреля 1944 года линкор участвовал в рейде на острова Палау, Яп, Волеаи. 29 марта сбил свой первый самолёт. В составе быстроходного авианосного соединения TF.58 принял участие в операциях на Новой Гвинее, Труке, Марианских островах. 12 июня 1944 года обстреливал Сайпан. С 19 по 20 июня 1944 года «Алабама» приняла участие в сражении в Филиппинском море, первой обнаружив подходящие японские самолёты на дистанции 190 миль. В июле 1944 года занималась прикрытием высадки на Гуам, в сентябре прикрывала авианосное соединение во время ударов по Каролинским островам, Палау, Себу, Лейте. В октябре 1944 года прикрывала рейд на Окинаву, Лусон и Формозу. С 24 по 26 октября в составе охранения авианосца «Энтерпрайз» приняла участие в битве в заливе Лейте. До конца года продолжала обеспечивать прикрытие авианосного соединения. 18 декабря 1944 года во время тайфуна были смыты за борт гидросамолёт и катер, линкор получил повреждения. С 12 января по 17 марта 1945 года находился на ремонте в Пьюджент-Саунд в Бремертоне.
28 апреля 1945 года «Алабама» вернулась в состав соединения TF.58, прибыв на атолл Улити. В составе авианосного соединения действовала до конца войны. Во время рейда на Окинаву сбила два самолёта. Приняла участие в авиационных рейдах на японские острова, обстреливая с 18 по 19 июля цели в районе Токио. 5 сентября линкор прибыл в Токийский залив. После окончания войны участвовал в операции по переброске войск «Мэджик Карпет», доставив 15 октября в Сан-Франциско 700 демобилизованных. За время войны получил 9 боевых звёзд. 9 февраля 1947 года «Алабама» выведена в резерв в Сиэтле. 1 июня 1962 года исключена из списков флота, 16 июня передана в собственность штату Алабама. 14 сентября 1964 года установлена в качестве мемориала в городе Мобил. Мемориал действует по настоящее время.

## Оценка проекта
Бронирование «Саут Дакот» было традиционным для американских линкоров — сильно защищённая цитадель при практически отсутствующем бронировании надстроек и в оконечностях. Масса брони при общем усилении бронирования была за счёт короткого корпуса уменьшена на 900 т по сравнению с предыдущим проектом. По сравнению с другими договорными линкорами доля водоизмещения, выделенная на бронирование, выглядит довольно скромной — 36 %, однако цитадель американского линкора изначально рассчитывалась под противостояние 406-мм снарядам. Правда, под действием собственных сверхтяжёлых 1225-кг снарядов зона свободного маневрирования «Саут Дакот» получилась достаточно скромной — от 20,5 до 26,4 тыс. ярдов (18,7—24,1 км), но против более лёгких 406-мм снарядов японского «Нагато» и английского «Нельсона» она была значительно шире. Ещё лучше она выглядела под огнём 356—381-мм орудий линкоров континентальных европейских держав. Палуба «Саут Дакоты» была достаточно толстой, чтобы выдержать попадание авиабомбы сброшенной с пикирующего бомбардировщика, в виду её сравнительно малого калибра. В теории её могла пробить крупнокалиберная бомба, сброшенная с большой высоты с горизонтального бомбардировщика, но вероятность такого события была исчезающе мала. КДП, надстройки и оконечности были уязвимыми, но адекватную их защиту обеспечить было просто невозможно. Среди потенциальных недостатков проекта называется и деление на отсеки корпуса вне броневого пояса. Судя по затоплению «Индианы» во время столкновения с «Вашингтоном», повреждения борта в подводной части во время боя могли привести к довольно обширным затоплениям.
Самым слабым местом американского линкора была противоторпедная защита. Как и на линкорах типа «Вашингтон», она также была рассчитана на взрыв 318-кг боеголовки торпеды. Вместо традиционной для американцев «слоистой» системы ПТЗ был применён переход от главного пояса в наклонный подводный пояс, клином сужавшийся книзу. В теории такая схема давала сопоставимую защиту от торпед и значительно лучшую защиту от поднырнувших снарядов, но на практике оказалось, что для противодействия подводному взрыву более важна была пластичность противоторпедной переборки, чего жёсткий броневой пояс обеспечить не мог. После испытаний в 1938 году был сделан вывод, что подводная защита линкоров 1939 года хуже, чем у предыдущего типа. К тому же из-за ограничений, вызванных необходимостью прохождения Панамского канала, и в силу большой ширины машинных отделений глубина ПТЗ получилась весьма скромной — 5,45 м на миделе. Опыт Второй мировой показал, что этот параметр является чуть ли не самым важным. Из европейских линкоров только у «Кинг Джорджа» он составлял 4,11 м, в то время как у «Бисмарка» глубина ПТЗ составляла те же 5,4 м и была гораздо выше у «Ришельё» (7 м) и «Литторио» (7,5 м).
Система ПТЗ «Саут Дакот» не была испытана в бою. Однако 15 сентября 1942 года в районе Соломоновых островов линкор предыдущего типа, «Норт Кэролайн», получил в район носовой башни главного калибра 533-мм торпеду с подводной лодки I-15. По сути, защита не выдержала — все четыре её переборки были пробиты, и погреба носовой башни были затоплены. Окажись на месте «Норт Кэролайн» «Саут Дакота», тем более в случае применения более мощного 610-мм «Лонг Лэнса», результат для американского линкора мог быть ещё плачевнее. Частично недостатки ПТЗ компенсировала прекрасно организованная борьба за живучесть. Она позволила спасти после подобных попаданий американские крейсера в ночном бою у Тассафонга в ноябре 1942 года.
Орудия главного калибра «Саут Дакот» — 406-мм Mark 6 — имели достаточно скромную бронепробиваемость вертикальной брони для своего калибра и плохую настильность траектории, зато прекрасно себя показывали на больших дистанциях. Американцами был разработан специальный сверхтяжёлый 1225-кг бронебойный снаряд. Снаряд был прочным и благодаря специальной форме бронебойного наконечника не рикошетил даже при попаданиях в тяжёлую броню с отклонением в 35—45° от нормали. Снаряд имел низкую начальную скорость и при большой дальности стрельбы падал под большим углом, просто проламывая броневую палубу. Так, снаряд с «Массачусетса» во время обстрела французского «Жана Бара» пробил 150-мм главную и 40-мм противоосколочную палубы. Более толстое горизонтальное бронирование было только у гигантского «Ямато». Реализовать это преимущество в бою на большой дистанции помогала прекрасная СУАО. Она была весьма совершенна даже при применении оптических средств, а с появлением артиллерийских радаров американские линкоры получили неоспоримое преимущество в бою с любым «договорным» линкором.
Американские линкоры получили очень мощную батарею из 127-мм универсальных орудий. Она была достаточно мощной для ведения огня по кораблям, но основными её целями на Тихом океане были всё же самолёты. Благодаря хорошей защищённости, наличию помещений для штаба и сильному зенитному вооружению американские линкоры стали использовать как основу ордера ПВО авианосных соединений. Малая зенитная артиллерия по проекту была недостаточной, но большое водоизмещение позволило вместо неудачных 28-мм «чикагских пианино» разместить на линкорах многочисленные 20-мм и 40-мм автоматы. К этому следует добавить постоянно совершенствовавшуюся систему управления артиллерийским огнём с использованием РЛС. Благодаря всему этому зенитное вооружение американских линкоров считалось одним из лучших в мире.
Одним из недостатков «Саут Дакот» была низкая скорость. Для маневрирования при отражении атак самолётов авианосное соединение набирало максимальную скорость, и линкоры отставали, имея ход на 6 узлов меньше. Американские линкоры были самыми тихоходными из «договорных» линкоров — 27—27,5 узлов, в то время как из европейских линкоров даже самый медлительный, «Кинг Джордж», развивал 28—29 узлов, а у остальных скорость была ещё на 1—2 узла больше. Низкая скорость послужила одной из причин того, что после войны «Саут Дакоты» были выведены в резерв и, в отличие от быстроходных линкоров типа «Айова», больше не возвращались в строй.
Традиционно для американских линкоров у «Саут Дакот» были большая дальность плавания и надёжная силовая установка. Вместе с тем из-за короткого корпуса и невысокого борта мореходность была достаточно скромной по американским меркам, но, уступая «Ришельё», была всё же лучше, чем у «Кинг Джорджа». По сравнению с «Вашингтоном» были ухудшены и параметры обитаемости экипажа, но тоже лишь по довольно высоким американским стандартам.
Из «договорных» линкоров европейских стран наиболее сбалансированным выглядит «Ришельё». Если сравнить с ним «Саут Дакоту», то за счёт вооружения и более совершенных систем управления оружием у американского линкора на дальних дистанциях, когда снаряды поражают палубы, однозначно имеются явные преимущества. В свою очередь, у «Ришельё» за счёт более настильной траектории и высокой начальной скорости снарядов были преимущества в бою на ближней дистанции. При этом благодаря преимуществу в скорости французского линкор мог навязать бой на ближней дистанции более тихоходному американскому аналогу. На ближней дистанции в первую очередь поражались бы надстройки и незащищённые оконечности, что могло привести к потере управляемости и выходу из строя системы управления оружия. Поэтому предсказать итог такого боя достаточно трудно. В целом же по комплексу характеристик «Саут Дакоты» считаются самыми сильными «договорными линкорами», а при ведении боя на дальней дистанции у них имелись некоторые шансы и в бою со своим наиболее грозным потенциальным противником — японскими линкорами типа «Ямато». К счастью для американцев, им не пришлось попытаться осуществить это на практике. Японские линкоры «Ямато» и «Мусаси» были пущены на дно авиацией с американских авианосных соединений, в которых «Саут Дакоты» играли роль основы ордера охранения.
| Сравнительные ТТХ линкоров постройки 1930—1940-х гг. |                           |                                                         |                      |                                 |                                 |                                 |
| характеристики                                       | «Норт Кэролайн»           | «Саут Дакота»                                           | «Кинг Джордж V»      | «Бисмарк»                       | «Литторио»                      | «Ришельё»                       |
| Страна                                               | Соединённые Штаты Америки | Соединённые Штаты Америки                               | Великобритания       | Нацистская Германия             | Королевство Италия (1861—1946)  | Франция                         |
| Водоизмещение стандартное/полное, т                  | 37 486/44 379             | 37 970/44 519                                           | 36 727/42 076        | 41 700/50 900                   | 40 724/45 236                   | 37 832/44 708                   |
| Артиллерия главного калибра                          | 3×3 — 406-мм/45           | 3×3 — 406-мм/45                                         | 2×4, 1×2 — 356-мм/45 | 4×2 — 380-мм/47                 | 3×3 — 381-мм/50                 | 2×4 — 380-мм/45                 |
| Вспомогательная артиллерия                           | 10×2 — 127-мм/38          | На первом 8×2 — 127-мм/38 на остальных 10×2 — 127-мм/38 | 8×2 — 133-мм/50      | 6×2 — 150-мм/55 8×2 — 105-мм/65 | 4×3 — 152-мм/55 12×1 — 90-мм/50 | 3×3 — 152-мм/55 6×2 — 100-мм/45 |
| Зенитная артиллерия                                  | 4×4 — 28-мм               | 3×4 — 28-мм                                             | 4×8 — 40-мм/40       | 8×2 — 37-мм 12×1 — 20-мм        | 8×2 и 4×1 — 37-мм 8×2 — 20-мм   | 4×2 — 37-мм 4×4 и 2×2 — 13,2-мм |
| Главный броневой пояс, мм/наклон, гр.                | 305/15°                   | 310/19°                                                 | 356 — 381            | 320                             | (70 + 280)/8°                   | 330/15,14°                      |
| Бронирование палубы, мм                              | 37 + 140                  | 37 + 146                                                | 25 + 127…152         | 50…80 + 80…95                   | 45 + 90…162                     | 150…170 + 40                    |
| Бронирование башен ГК, мм.                           | 406 — 178                 | 457 — 184                                               | 324 — 149            | 360 — 130                       | 350 — 150                       | 430 — 170                       |
| Бронирование боевой рубки, мм                        | 406 — 373                 | 406 — 373                                               | 114 — 76             | 350 — 220                       | 260                             | 340                             |
| Глубина ПТЗ на уровне 0,5 осадки                     | 5,64                      | 5,45                                                    | 3,96                 | 5,5                             | 7,57                            | 7                               |
| Суммарная толщина ПТП, мм                            | 65 STS                    | 150 (STS+HTS)                                           | 57 DS                | 53 Ww                           | 71 ER                           | 77                              |
| Энергетическая установка, л. с.                      | 121 000                   | 130 000                                                 | 110 000              | 138 000                         | 130 000                         | 150 000                         |
| Максимальная скорость, узлы                          | 27,5                      | 27,5                                                    | 28,5                 | 29                              | 30                              | 31,5                            |

## Использованная литература и источники
1. 1 2 3 4 5  Friedman, US Battleships, 1985, p. 281.
2. ↑  Dulin, Garzke, US Battleships, 1995, p. 360.
3. 1 2 3 4  Friedman, US Battleships, 1985, p. 282.
4. 1 2 3 4 5  Friedman, US Battleships, 1985, p. 283.
5. 1 2 3  Friedman, US Battleships, 1985, p. 286.
6. 1 2 3 4 5  Friedman, US Battleships, 1985, p. 287.
7. 1 2  Friedman, US Battleships, 1985, p. 290.
8. 1 2  Friedman, US Battleships, 1985, p. 291.
9. 1 2  Friedman, US Battleships, 1985, p. 293.
10. 1 2  Чаусов, Саут Дакота, 2010, с. 48.
11. ↑  Friedman, US Battleships, 1985, p. 294.
12. ↑  Чаусов, Саут Дакота, 2010, с. 16.
13. ↑  Чаусов, Саут Дакота, 2010, с. 19.
14. ↑  Чаусов, Саут Дакота, 2010, с. 19—20.
15. ↑  Чаусов, Саут Дакота, 2010, с. 20.
16. ↑  Чаусов, Саут Дакота, 2010, с. 20—21.
17. 1 2  New Vanguard 169, 2010, p. 42.
18. 1 2 3 4  Чаусов, Саут Дакота, 2010, с. 22.
19. ↑  Чаусов, Саут Дакота, 2010, с. 23.
20. 1 2  Чаусов, Саут Дакота, 2010, с. 26.
21. ↑  Чаусов, Саут Дакота, 2010, с. 27.
22. ↑  Чаусов, Саут Дакота, 2010, с. 27—28.
23. 1 2 3 4 5  Чаусов, Саут Дакота, 2010, с. 29.
24. ↑  Чаусов, Саут Дакота, 2010, с. 30—31.
25. 1 2 3 4  Чаусов, Саут Дакота, 2010, с. 31.
26. ↑  Чаусов, Саут Дакота, 2010, с. 32.
27. 1 2 3 4 5 6  Friedman, US Battleships, 1985, p. 448.
28. ↑  Чаусов, Саут Дакота, 2010, с. 33.
29. 1 2  Чаусов, Саут Дакота, 2010, с. 34.
30. 1 2 3 4 5  Чаусов, Саут Дакота, 2010, с. 35.
31. 1 2 3 4 5  Чаусов, Саут Дакота, 2010, с. 36.
32. 1 2 3 4  Чаусов, Саут Дакота, 2010, с. 37.
33. 1 2  Dulin, Garzke, US Battleships, 1995, p. 101.
34. 1 2  Чаусов, Саут Дакота, 2010, с. 38.
35. ↑  Dulin, Garzke, US Battleships, 1995, p. 95.
36. ↑  Friedman, US Battleships, 1985, p. 488.
37. 1 2 3 4  Чаусов, Саут Дакота, 2010, с. 39.
38. ↑  Чаусов, Саут Дакота, 2010, с. 40.
39. 1 2  Чаусов, Саут Дакота, 2010, с. 42.
40. 1 2  Чаусов, Саут Дакота, 2010, с. 45.
41. 1 2 3  Campbell, Naval Weapons WW2, 2002, p. 117.
42. 1 2 3  Чаусов, Саут Дакота, 2010, с. 46.
43. ↑  Чаусов, Саут Дакота, 2010, с. 43—44.
44. 1 2 3 4  Чаусов, Саут Дакота, 2010, с. 53.
45. 1 2  Чаусов, Саут Дакота, 2010, с. 55.
46. 1 2  Чаусов, Саут Дакота, 2010, с. 54.
47. ↑  Чаусов, Саут Дакота, 2010, с. 54—55.
48. ↑  DiGiulian, Tony. United States of America 16"/45 (40.6 cm) Mark 6 (англ.). сайт navweaps.com. — Описание орудия 16"/45 Mark 6. Дата обращения: 4 декабря 2014. Архивировано 14 августа 2011 года.
49. ↑  DiGiulian, Tony. United States of America 5"/38 (12.7 cm) Mark 12 (англ.). сайт navweaps.com. — Описание орудия 5"/38 Mark 12. Дата обращения: 4 декабря 2014. Архивировано 21 сентября 2007 года.
50. ↑  Campbell, Naval Weapons WW2, 2002, p. 139.
51. ↑  DiGiulian, Tony. Sweden Bofors 40 mm/60 (1.57") Model 1936 --- United States of America 40 mm/56 (1.57") Mark 1, Mark 2 and M1 (англ.). сайт navweaps.com. — Описание орудия 40 mm/56 Mark 1. Дата обращения: 4 декабря 2014. Архивировано 26 июня 2015 года.
52. ↑  Campbell, Naval Weapons WW2, 2002, p. 147.
53. ↑  DiGiulian, Tony. United States of America 1.1"/75 (28 mm) Mark 1 and Mark 2 (англ.). сайт navweaps.com. — Описание орудия 28 mm Mark 1. Дата обращения: 4 декабря 2014. Архивировано 14 февраля 2015 года.
54. ↑  Campbell, Naval Weapons WW2, 2002, p. 151.
55. ↑  DiGiulian, Tony. Switzerland Oerlikon 20 mm/70 (0.79") Mark 1 --- United States of America 20 mm/70 (0.79") Marks 2, 3 & 4 (англ.). сайт navweaps.com. — Описание орудия 20 mm Mark 1 (Oerlikon). Дата обращения: 4 декабря 2014. Архивировано 27 июня 2015 года.
56. ↑  Campbell, Naval Weapons WW2, 2002, p. 152.
57. ↑  Чаусов, Саут Дакота, 2010, с. 47.
58. 1 2 3 4  Чаусов, Саут Дакота, 2010, с. 56.
59. ↑  Чаусов, Саут Дакота, 2010, с. 49—50.
60. ↑  Чаусов, Саут Дакота, 2010, с. 50—51.
61. ↑  Чаусов, Саут Дакота, 2010, с. 52.
62. ↑  Чаусов, Саут Дакота, 2010, с. 49.
63. ↑  Dulin, Garzke, US Battleships, 1995, p. 99.
64. 1 2 3  Чаусов, Саут Дакота, 2010, с. 57.
65. ↑  Dulin, Garzke, US Battleships, 1995, p. 93.
66. ↑  Dulin, Garzke, US Battleships, 1995, p. 94.
67. ↑  Чаусов, Саут Дакота, 2010, с. 58.
68. ↑  Чаусов, Саут Дакота, 2010, с. 59.
69. ↑  Линкоры Второй мировой, 2005, с. 164.
70. ↑  J. B. Lundstrom. First Team and the Guadalcanal Campaign. — 2005. — P. 456.
71. 1 2 3 4 5  Линкоры Второй мировой, 2005, с. 165.
72. ↑  Чаусов, Саут Дакота, 2010, с. 76.
73. 1 2 3 4 5 6  Линкоры Второй мировой, 2005, с. 166.
74. ↑  Линкоры Второй мировой, 2005, с. 250.
75. ↑  Линкоры Второй мировой, 2005, с. 253.
76. 1 2 3 4  New Vanguard 169, 2010, p. 43.
77. ↑  Линкоры Второй мировой, 2005, с. 249.
78. 1 2 3 4  Dulin, Garzke, US Battleships, 1995, p. 96.
79. ↑  Чаусов, Саут Дакота, 2010, с. 107.
80. 1 2  Линкоры Второй мировой, 2005, с. 251.
81. 1 2  Чаусов, Саут Дакота, 2010, с. 4.
82. 1 2 3 4 5 6  Чаусов, Саут Дакота, 2010, с. 109.
83. 1 2  Линкоры Второй мировой, 2005, с. 252.
84. ↑  Чаусов, Саут Дакота, 2010, с. 110.
85. ↑  Чаусов, Саут Дакота, 2010, с. 106.
86. ↑  Линкоры Второй мировой, 2005, с. 156.
87. ↑  Линкоры Второй мировой, 2005, с. 163.
88. ↑  Линкоры Второй мировой, 2005, с. 59.
89. ↑  Линкоры Второй мировой, 2005, с. 84.
90. ↑  Линкоры Второй мировой, 2005, с. 102.
91. ↑  Линкоры Второй мировой, 2005, с. 196.